# 2014-es férfi kosárlabda-világbajnokság
A 2014-es férfi kosárlabda-világbajnokság a 17. volt a sportág történetében. Spanyolországban rendezték augusztus 30. és szeptember 14. között. A vb-t az amerikai válogatott nyerte, története során ötödször.

## Helyszínek
A világbajnokság mérkőzéseit az alábbi hat helyszínen rendezték:
| Spanyolország                                                  | Spanyolország                       | Madrid                         | Barcelona                                                |
| -------------------------------------------------------------- | ----------------------------------- | ------------------------------ | -------------------------------------------------------- |
| Madrid Barcelona Bilbao Sevilla Granada Las Palmas             |                                     |                                |                                                          |
| Palacio de Deportes de la Comunidad de Madrid Férőhely: 15 500 | Palau Sant Jordi Férőhely: 16 500   |                                |                                                          |
| Bilbao                                                         | Sevilla                             |                                |                                                          |
|                                                                |                                     |                                |                                                          |
| Granada                                                        | Las Palmas de Gran Canaria          |                                |                                                          |
| Palacio Municipal de Deportes de Granada Férőhely: 7500        | Gran Canaria Arena Férőhely: 11 500 | Bizkaia Arena Férőhely: 15 414 | Palacio Municipal de Deportes San Pablo Férőhely: 10 200 |

## Résztvevők
| Esemény                              | Dátum                             | Helyszín          | Kvóta | Csapat                                                                  |
| ------------------------------------ | --------------------------------- | ----------------- | ----- | ----------------------------------------------------------------------- |
| Rendező                              | 2009. május 23.                   | Chicago           | 1     | Spanyolország                                                           |
| Olimpia                              | 2012. július 29–augusztus 12.     | London            | 1     | Egyesült Államok                                                        |
| 2013-as kosárlabda-Afrika-bajnokság  | 2013. augusztus 20–31.            | Abidjan           | 3     | Angola · Egyiptom · Szenegál                                            |
| 2013-as kosárlabda-Amerika-bajnokság | 2013. augusztus 30–szeptember 11. | Caracas           | 4     | Mexikó · Puerto Rico · Argentína · Dominikai Köztársaság                |
| 2013-as kosárlabda-Ázsia-bajnokság   | 2013. augusztus 1–11.             | Manila            | 3     | Irán · Fülöp-szigetek · Dél-Korea                                       |
| 2013-as kosárlabda-Európa-bajnokság  | 2013. szeptember 4–22.            | Szlovénia         | 6     | Franciaország · Litvánia · Horvátország · Szlovénia · Ukrajna · Szerbia |
| 2013-as kosárlabda-Óceánia-bajnokság | 2013. augusztus 14–18.            | Auckland Canberra | 2     | Ausztrália · Új-Zéland                                                  |
| Szabadkártya                         | 2014. február 1.                  | Barcelona         | 4     | Brazília · Finnország · Görögország · Törökország                       |
| Összesen                             |                                   |                   | 24    |                                                                         |

## Sorsolás
A sorsolást 2014. február 3-án tartották a A Katalán Zene Palotájában Barcelonában, mely során kialakult a négy hatcsapatos csoport.
| 1. kalap                                                | 2. kalap                                  | 3. kalap                                      | 4. kalap                                     | 5. kalap                                                | 6. kalap                                               |
| ------------------------------------------------------- | ----------------------------------------- | --------------------------------------------- | -------------------------------------------- | ------------------------------------------------------- | ------------------------------------------------------ |
| Argentína · Egyesült Államok · Litvánia · Spanyolország | Angola · Egyiptom · Finnország · Szenegál | Dél-Korea · Fülöp-szigetek · Irán · Új-Zéland | Horvátország · Szerbia · Szlovénia · Ukrajna | Brazília · Dominikai Köztársaság · Mexikó · Puerto Rico | Ausztrália · Franciaország · Görögország · Törökország |

## Csoportkör
| Színmagyarázat                                              |
| ----------------------------------------------------------- |
| A csoportok első négy helyezettje bejutott a negyeddöntőbe. |
| A csoportok ötödik és hatodik helyezettjei kiestek.         |

- Az időpontok helyi idő szerint (UTC+2) értendők.
- Azonos pontszám esetén az egymás elleni eredmények döntöttek.

### A csoport (Granada)
| Csapat        | M | Gy | V | P+  | P–  | Pk   | P  |
| ------------- | - | -- | - | --- | --- | ---- | -- |
| Spanyolország | 5 | 5  | 0 | 440 | 314 | +126 | 10 |
| Brazília      | 5 | 4  | 1 | 416 | 333 | +83  | 9  |
| Franciaország | 5 | 3  | 2 | 376 | 357 | +19  | 8  |
| Szerbia       | 5 | 2  | 3 | 387 | 378 | +9   | 7  |
| Irán          | 5 | 1  | 4 | 344 | 406 | −62  | 6  |
| Egyiptom      | 5 | 0  | 5 | 312 | 486 | −174 | 5  |

| 2014. augusztus 30. 15:30 | Egyiptom                                 | 64–85     | Szerbia         | Palacio Municipal de Deportes de Granada, Granada Nézőszám: 3000 Játékvezetők: Jorge Vázquez (PUR), Rüştü Nuran (TUR), Michael Weiland (CAN |
| 2014. augusztus 30. 15:30 | (13–21, 18–22, 12–25, 21–17) Jegyzőkönyv |           |                 | Palacio Municipal de Deportes de Granada, Granada Nézőszám: 3000 Játékvezetők: Jorge Vázquez (PUR), Rüştü Nuran (TUR), Michael Weiland (CAN |
| 2014. augusztus 30. 15:30 | El-Gammal 12                             | Pont      | Teodosić 15     | Palacio Municipal de Deportes de Granada, Granada Nézőszám: 3000 Játékvezetők: Jorge Vázquez (PUR), Rüştü Nuran (TUR), Michael Weiland (CAN |
| 2014. augusztus 30. 15:30 | Elmekawi 5                               | Lepattanó | Birčević 9      | Palacio Municipal de Deportes de Granada, Granada Nézőszám: 3000 Játékvezetők: Jorge Vázquez (PUR), Rüştü Nuran (TUR), Michael Weiland (CAN |
| 2014. augusztus 30. 15:30 | El-Sabagh 5                              | Gólpassz  | három játékos 4 | Palacio Municipal de Deportes de Granada, Granada Nézőszám: 3000 Játékvezetők: Jorge Vázquez (PUR), Rüştü Nuran (TUR), Michael Weiland (CAN |

| 2014. augusztus 30. 18:00 | Franciaország                           | 63–65     | Brazília   | Palacio Municipal de Deportes de Granada, Granada Nézőszám: 4200 Játékvezetők: Christos Christodoulou (GRE), Anthony Jordan (USA), Vaughan Mayberry (AUS) |
| 2014. augusztus 30. 18:00 | (18–11, 8–17, 15–18, 22–19) Jegyzőkönyv |           |            | Palacio Municipal de Deportes de Granada, Granada Nézőszám: 4200 Játékvezetők: Christos Christodoulou (GRE), Anthony Jordan (USA), Vaughan Mayberry (AUS) |
| 2014. augusztus 30. 18:00 | Diaw 15                                 | Pont      | Huertas 16 | Palacio Municipal de Deportes de Granada, Granada Nézőszám: 4200 Játékvezetők: Christos Christodoulou (GRE), Anthony Jordan (USA), Vaughan Mayberry (AUS) |
| 2014. augusztus 30. 18:00 | Diaw 6                                  | Lepattanó | Varejão 9  | Palacio Municipal de Deportes de Granada, Granada Nézőszám: 4200 Játékvezetők: Christos Christodoulou (GRE), Anthony Jordan (USA), Vaughan Mayberry (AUS) |
| 2014. augusztus 30. 18:00 | Diaw 5                                  | Gólpassz  | Huertas 5  | Palacio Municipal de Deportes de Granada, Granada Nézőszám: 4200 Játékvezetők: Christos Christodoulou (GRE), Anthony Jordan (USA), Vaughan Mayberry (AUS) |

| 2014. augusztus 30. 22:00 | Irán                                     | 60–90     | Spanyolország | Palacio Municipal de Deportes de Granada, Granada Nézőszám: 7000 Játékvezetők: Guerrino Cerebuch (ITA), Yuji Hirahara (JPN), Borys Ryzhyk (UKR) |
| 2014. augusztus 30. 22:00 | (18–27, 15–21, 17–22, 10–20) Jegyzőkönyv |           |               | Palacio Municipal de Deportes de Granada, Granada Nézőszám: 7000 Játékvezetők: Guerrino Cerebuch (ITA), Yuji Hirahara (JPN), Borys Ryzhyk (UKR) |
| 2014. augusztus 30. 22:00 | Kamrani 18                               | Pont      | P. Gasol 33   | Palacio Municipal de Deportes de Granada, Granada Nézőszám: 7000 Játékvezetők: Guerrino Cerebuch (ITA), Yuji Hirahara (JPN), Borys Ryzhyk (UKR) |
| 2014. augusztus 30. 22:00 | Haddadi 15                               | Lepattanó | M. Gasol 10   | Palacio Municipal de Deportes de Granada, Granada Nézőszám: 7000 Játékvezetők: Guerrino Cerebuch (ITA), Yuji Hirahara (JPN), Borys Ryzhyk (UKR) |
| 2014. augusztus 30. 22:00 | Nikkhah Bahrami 4                        | Gólpassz  | Rubio 5       | Palacio Municipal de Deportes de Granada, Granada Nézőszám: 7000 Játékvezetők: Guerrino Cerebuch (ITA), Yuji Hirahara (JPN), Borys Ryzhyk (UKR) |

| 2014. augusztus 31. 15:30 | Szerbia                                  | 73–74     | Franciaország | Palacio Municipal de Deportes de Granada, Granada Nézőszám: 7070 Játékvezetők: Guerrino Cerebuch (ITA), Borys Ryzhyk (UKR), Jorge Vázquez (PUR) |
| 2014. augusztus 31. 15:30 | (21–20, 21–14, 20–26, 11–14) Jegyzőkönyv |           |               | Palacio Municipal de Deportes de Granada, Granada Nézőszám: 7070 Játékvezetők: Guerrino Cerebuch (ITA), Borys Ryzhyk (UKR), Jorge Vázquez (PUR) |
| 2014. augusztus 31. 15:30 | Raduljica 21                             | Pont      | Lauvergne 19  | Palacio Municipal de Deportes de Granada, Granada Nézőszám: 7070 Játékvezetők: Guerrino Cerebuch (ITA), Borys Ryzhyk (UKR), Jorge Vázquez (PUR) |
| 2014. augusztus 31. 15:30 | Raduljica 7                              | Lepattanó | Batum 6       | Palacio Municipal de Deportes de Granada, Granada Nézőszám: 7070 Játékvezetők: Guerrino Cerebuch (ITA), Borys Ryzhyk (UKR), Jorge Vázquez (PUR) |
| 2014. augusztus 31. 15:30 | Teodosić 5                               | Gólpassz  | Heurtel 6     | Palacio Municipal de Deportes de Granada, Granada Nézőszám: 7070 Játékvezetők: Guerrino Cerebuch (ITA), Borys Ryzhyk (UKR), Jorge Vázquez (PUR) |

| 2014. augusztus 31. 18:00 | Brazília                                | 79–50     | Irán              | Palacio Municipal de Deportes de Granada, Granada Nézőszám: 7070 Játékvezetők: Michael Weiland (CAN), Oļegs Latiševs (LAT), Rüştü Nuran (TUR) |
| 2014. augusztus 31. 18:00 | (17–18, 23–6, 21–12, 18–14) Jegyzőkönyv |           |                   | Palacio Municipal de Deportes de Granada, Granada Nézőszám: 7070 Játékvezetők: Michael Weiland (CAN), Oļegs Latiševs (LAT), Rüştü Nuran (TUR) |
| 2014. augusztus 31. 18:00 | Garcia 12                               | Pont      | Jamshidi 13       | Palacio Municipal de Deportes de Granada, Granada Nézőszám: 7070 Játékvezetők: Michael Weiland (CAN), Oļegs Latiševs (LAT), Rüştü Nuran (TUR) |
| 2014. augusztus 31. 18:00 | Varejão, Splitter 6                     | Lepattanó | Haddadi 7         | Palacio Municipal de Deportes de Granada, Granada Nézőszám: 7070 Játékvezetők: Michael Weiland (CAN), Oļegs Latiševs (LAT), Rüştü Nuran (TUR) |
| 2014. augusztus 31. 18:00 | Huertas 6                               | Gólpassz  | Afagh, Jamshidi 2 | Palacio Municipal de Deportes de Granada, Granada Nézőszám: 7070 Játékvezetők: Michael Weiland (CAN), Oļegs Latiševs (LAT), Rüştü Nuran (TUR) |

| 2014. augusztus 31. 22:00 | Spanyolország                            | 91–54     | Egyiptom     | Palacio Municipal de Deportes de Granada, Granada Nézőszám: 7691 Játékvezetők: Anthony Jordan (USA), Christos Christodoulou (GRE), Vaughan Mayberry (AUS) |
| 2014. augusztus 31. 22:00 | (26–10, 16–14, 22–13, 27–17) Jegyzőkönyv |           |              | Palacio Municipal de Deportes de Granada, Granada Nézőszám: 7691 Játékvezetők: Anthony Jordan (USA), Christos Christodoulou (GRE), Vaughan Mayberry (AUS) |
| 2014. augusztus 31. 22:00 | Ibaka 18                                 | Pont      | El-Gammal 16 | Palacio Municipal de Deportes de Granada, Granada Nézőszám: 7691 Játékvezetők: Anthony Jordan (USA), Christos Christodoulou (GRE), Vaughan Mayberry (AUS) |
| 2014. augusztus 31. 22:00 | Ibaka 8                                  | Lepattanó | Ibrahim 7    | Palacio Municipal de Deportes de Granada, Granada Nézőszám: 7691 Játékvezetők: Anthony Jordan (USA), Christos Christodoulou (GRE), Vaughan Mayberry (AUS) |
| 2014. augusztus 31. 22:00 | Rubio 7                                  | Gólpassz  | El-Gammal 3  | Palacio Municipal de Deportes de Granada, Granada Nézőszám: 7691 Játékvezetők: Anthony Jordan (USA), Christos Christodoulou (GRE), Vaughan Mayberry (AUS) |

| 2014. szeptember 1. 15:30 | Irán                                     | 70–83     | Szerbia    | Palacio Municipal de Deportes de Granada, Granada Nézőszám: 6597 Játékvezetők: Christos Christodoulou (GRE), Vaughan Mayberry (AUS), Rüştü Nuran (TUR) |
| 2014. szeptember 1. 15:30 | (18–21, 20–21, 13–25, 19–16) Jegyzőkönyv |           |            | Palacio Municipal de Deportes de Granada, Granada Nézőszám: 6597 Játékvezetők: Christos Christodoulou (GRE), Vaughan Mayberry (AUS), Rüştü Nuran (TUR) |
| 2014. szeptember 1. 15:30 | Haddadi 29                               | Pont      | Bjelica 18 | Palacio Municipal de Deportes de Granada, Granada Nézőszám: 6597 Játékvezetők: Christos Christodoulou (GRE), Vaughan Mayberry (AUS), Rüştü Nuran (TUR) |
| 2014. szeptember 1. 15:30 | Haddadi 5                                | Lepattanó | Bjelica 10 | Palacio Municipal de Deportes de Granada, Granada Nézőszám: 6597 Játékvezetők: Christos Christodoulou (GRE), Vaughan Mayberry (AUS), Rüştü Nuran (TUR) |
| 2014. szeptember 1. 15:30 | Nikkhah Bahrami 7                        | Gólpassz  | Teodosić 9 | Palacio Municipal de Deportes de Granada, Granada Nézőszám: 6597 Játékvezetők: Christos Christodoulou (GRE), Vaughan Mayberry (AUS), Rüştü Nuran (TUR) |

| 2014. szeptember 1. 18:00 | Franciaország                            | 94–55     | Egyiptom     | Palacio Municipal de Deportes de Granada, Granada Nézőszám: 6597 Játékvezetők: Michael Weiland (CAN), Yuji Hirahara (JPN), Oļegs Latiševs (LAT) |
| 2014. szeptember 1. 18:00 | (23–15, 26–11, 19–10, 26–19) Jegyzőkönyv |           |              | Palacio Municipal de Deportes de Granada, Granada Nézőszám: 6597 Játékvezetők: Michael Weiland (CAN), Yuji Hirahara (JPN), Oļegs Latiševs (LAT) |
| 2014. szeptember 1. 18:00 | Lauvergne 12                             | Pont      | El-Gammal 12 | Palacio Municipal de Deportes de Granada, Granada Nézőszám: 6597 Játékvezetők: Michael Weiland (CAN), Yuji Hirahara (JPN), Oļegs Latiševs (LAT) |
| 2014. szeptember 1. 18:00 | Lauvergne 7                              | Lepattanó | El-Gammal 4  | Palacio Municipal de Deportes de Granada, Granada Nézőszám: 6597 Játékvezetők: Michael Weiland (CAN), Yuji Hirahara (JPN), Oļegs Latiševs (LAT) |
| 2014. szeptember 1. 18:00 | Heurtel 8                                | Gólpassz  | El-Gammal 3  | Palacio Municipal de Deportes de Granada, Granada Nézőszám: 6597 Játékvezetők: Michael Weiland (CAN), Yuji Hirahara (JPN), Oļegs Latiševs (LAT) |

| 2014. szeptember 1. 22:00 | Brazília                                 | 63–82     | Spanyolország | Palacio Municipal de Deportes de Granada, Granada Nézőszám: 8810 Játékvezetők: Jorge Vázquez (PUR), Anthony Jordan (USA), Borys Ryzhyk (UKR) |
| 2014. szeptember 1. 22:00 | (14–30, 18–15, 15–21, 16–16) Jegyzőkönyv |           |               | Palacio Municipal de Deportes de Granada, Granada Nézőszám: 8810 Játékvezetők: Jorge Vázquez (PUR), Anthony Jordan (USA), Borys Ryzhyk (UKR) |
| 2014. szeptember 1. 22:00 | Barbosa 11                               | Pont      | P. Gasol 26   | Palacio Municipal de Deportes de Granada, Granada Nézőszám: 8810 Játékvezetők: Jorge Vázquez (PUR), Anthony Jordan (USA), Borys Ryzhyk (UKR) |
| 2014. szeptember 1. 22:00 | Nenê, Marquinhos 5                       | Lepattanó | P. Gasol 9    | Palacio Municipal de Deportes de Granada, Granada Nézőszám: 8810 Játékvezetők: Jorge Vázquez (PUR), Anthony Jordan (USA), Borys Ryzhyk (UKR) |
| 2014. szeptember 1. 22:00 | Barbosa, Taylor 2                        | Gólpassz  | Rubio 6       | Palacio Municipal de Deportes de Granada, Granada Nézőszám: 8810 Játékvezetők: Jorge Vázquez (PUR), Anthony Jordan (USA), Borys Ryzhyk (UKR) |

| 2014. szeptember 3. 15:30 | Egyiptom                                 | 73–88     | Irán       | Palacio Municipal de Deportes de Granada, Granada Nézőszám: 4122 Játékvezetők: Anthony Jordan (USA), Yuji Hirahara (JPN), Borys Ryzhyk (UKR) |
| 2014. szeptember 3. 15:30 | (15–27, 26–21, 15–16, 17–24) Jegyzőkönyv |           |            | Palacio Municipal de Deportes de Granada, Granada Nézőszám: 4122 Játékvezetők: Anthony Jordan (USA), Yuji Hirahara (JPN), Borys Ryzhyk (UKR) |
| 2014. szeptember 3. 15:30 | Shousha 15                               | Pont      | Nikkhah 24 | Palacio Municipal de Deportes de Granada, Granada Nézőszám: 4122 Játékvezetők: Anthony Jordan (USA), Yuji Hirahara (JPN), Borys Ryzhyk (UKR) |
| 2014. szeptember 3. 15:30 | Kamal 5                                  | Lepattanó | Haddadi 15 | Palacio Municipal de Deportes de Granada, Granada Nézőszám: 4122 Játékvezetők: Anthony Jordan (USA), Yuji Hirahara (JPN), Borys Ryzhyk (UKR) |
| 2014. szeptember 3. 15:30 | El-Gammal, El-Sabagh 3                   | Gólpassz  | Nikkhah 6  | Palacio Municipal de Deportes de Granada, Granada Nézőszám: 4122 Játékvezetők: Anthony Jordan (USA), Yuji Hirahara (JPN), Borys Ryzhyk (UKR) |

| 2014. szeptember 3. 18:00 | Szerbia                                 | 73–81     | Brazília   | Palacio Municipal de Deportes de Granada, Granada Nézőszám: 4122 Játékvezetők: Christos Christodoulou (GRE), Vaughan Mayberry (AUS), Michael Weiland (CAN) |
| 2014. szeptember 3. 18:00 | (16–23, 16–25, 32–12, 9–21) Jegyzőkönyv |           |            | Palacio Municipal de Deportes de Granada, Granada Nézőszám: 4122 Játékvezetők: Christos Christodoulou (GRE), Vaughan Mayberry (AUS), Michael Weiland (CAN) |
| 2014. szeptember 3. 18:00 | Teodosić 14                             | Pont      | Vieira 21  | Palacio Municipal de Deportes de Granada, Granada Nézőszám: 4122 Játékvezetők: Christos Christodoulou (GRE), Vaughan Mayberry (AUS), Michael Weiland (CAN) |
| 2014. szeptember 3. 18:00 | Bjelica, Raduljica 5                    | Lepattanó | Varejão 9  | Palacio Municipal de Deportes de Granada, Granada Nézőszám: 4122 Játékvezetők: Christos Christodoulou (GRE), Vaughan Mayberry (AUS), Michael Weiland (CAN) |
| 2014. szeptember 3. 18:00 | Teodosić 5                              | Gólpassz  | Splitter 6 | Palacio Municipal de Deportes de Granada, Granada Nézőszám: 4122 Játékvezetők: Christos Christodoulou (GRE), Vaughan Mayberry (AUS), Michael Weiland (CAN) |

| 2014. szeptember 3. 22:00 | Spanyolország                            | 88–64     | Franciaország  | Palacio Municipal de Deportes de Granada, Granada Nézőszám: 8849 Játékvezetők: Guerrino Cerebuch (ITA), Oļegs Latiševs (LAT), Jorge Vázquez (PUR) |
| 2014. szeptember 3. 22:00 | (22–19, 22–15, 21–16, 23–14) Jegyzőkönyv |           |                | Palacio Municipal de Deportes de Granada, Granada Nézőszám: 8849 Játékvezetők: Guerrino Cerebuch (ITA), Oļegs Latiševs (LAT), Jorge Vázquez (PUR) |
| 2014. szeptember 3. 22:00 | M. Gasol 17                              | Pont      | Batum, Diot 11 | Palacio Municipal de Deportes de Granada, Granada Nézőszám: 8849 Játékvezetők: Guerrino Cerebuch (ITA), Oļegs Latiševs (LAT), Jorge Vázquez (PUR) |
| 2014. szeptember 3. 22:00 | Ibaka 8                                  | Lepattanó | Pietrus 8      | Palacio Municipal de Deportes de Granada, Granada Nézőszám: 8849 Játékvezetők: Guerrino Cerebuch (ITA), Oļegs Latiševs (LAT), Jorge Vázquez (PUR) |
| 2014. szeptember 3. 22:00 | Rubio 8                                  | Gólpassz  | Diaw 3         | Palacio Municipal de Deportes de Granada, Granada Nézőszám: 8849 Játékvezetők: Guerrino Cerebuch (ITA), Oļegs Latiševs (LAT), Jorge Vázquez (PUR) |

| 2014. szeptember 4. 15:30 | Brazília                                 | 128–65    | Egyiptom          | Palacio Municipal de Deportes de Granada, Granada Nézőszám: 6928 Játékvezetők: Guerrino Cerebuch (ITA), Oļegs Latiševs (LAT), Borys Ryzhyk (UKR) |
| 2014. szeptember 4. 15:30 | (37–10, 30–13, 24–25, 37–17) Jegyzőkönyv |           |                   | Palacio Municipal de Deportes de Granada, Granada Nézőszám: 6928 Játékvezetők: Guerrino Cerebuch (ITA), Oļegs Latiševs (LAT), Borys Ryzhyk (UKR) |
| 2014. szeptember 4. 15:30 | Barbosa 22                               | Pont      | El-Gammal 16      | Palacio Municipal de Deportes de Granada, Granada Nézőszám: 6928 Játékvezetők: Guerrino Cerebuch (ITA), Oļegs Latiševs (LAT), Borys Ryzhyk (UKR) |
| 2014. szeptember 4. 15:30 | Varejão 10                               | Lepattanó | Gendy, Elmekawi 5 | Palacio Municipal de Deportes de Granada, Granada Nézőszám: 6928 Játékvezetők: Guerrino Cerebuch (ITA), Oļegs Latiševs (LAT), Borys Ryzhyk (UKR) |
| 2014. szeptember 4. 15:30 | Neto 10                                  | Gólpassz  | El-Gammal 5       | Palacio Municipal de Deportes de Granada, Granada Nézőszám: 6928 Játékvezetők: Guerrino Cerebuch (ITA), Oļegs Latiševs (LAT), Borys Ryzhyk (UKR) |

| 2014. szeptember 4. 18:00 | Irán                                     | 76–81     | Franciaország | Palacio Municipal de Deportes de Granada, Granada Nézőszám: 6928 Játékvezetők: Michael Weiland (CAN), Yuji Hirahara (JPN), Vaughan Mayberry (AUS) |
| 2014. szeptember 4. 18:00 | (23–13, 10–24, 16–26, 27–18) Jegyzőkönyv |           |               | Palacio Municipal de Deportes de Granada, Granada Nézőszám: 6928 Játékvezetők: Michael Weiland (CAN), Yuji Hirahara (JPN), Vaughan Mayberry (AUS) |
| 2014. szeptember 4. 18:00 | Nikkhah Bahrami 23                       | Pont      | Heurtel 15    | Palacio Municipal de Deportes de Granada, Granada Nézőszám: 6928 Játékvezetők: Michael Weiland (CAN), Yuji Hirahara (JPN), Vaughan Mayberry (AUS) |
| 2014. szeptember 4. 18:00 | Haddadi 15                               | Lepattanó | Lauvergne 5   | Palacio Municipal de Deportes de Granada, Granada Nézőszám: 6928 Játékvezetők: Michael Weiland (CAN), Yuji Hirahara (JPN), Vaughan Mayberry (AUS) |
| 2014. szeptember 4. 18:00 | Kamrani 5                                | Gólpassz  | Heurtel 4     | Palacio Municipal de Deportes de Granada, Granada Nézőszám: 6928 Játékvezetők: Michael Weiland (CAN), Yuji Hirahara (JPN), Vaughan Mayberry (AUS) |

| 2014. szeptember 4. 22:00 | Szerbia                                  | 73–89     | Spanyolország | Palacio Municipal de Deportes de Granada, Granada Nézőszám: 8559 Játékvezetők: Anthony Jordan (USA), Rüştü Nuran (TUR), Jorge Vázquez (PUR) |
| 2014. szeptember 4. 22:00 | (20–34, 15–20, 21–17, 17–18) Jegyzőkönyv |           |               | Palacio Municipal de Deportes de Granada, Granada Nézőszám: 8559 Játékvezetők: Anthony Jordan (USA), Rüştü Nuran (TUR), Jorge Vázquez (PUR) |
| 2014. szeptember 4. 22:00 | Bjelica 19                               | Pont      | P. Gasol 20   | Palacio Municipal de Deportes de Granada, Granada Nézőszám: 8559 Játékvezetők: Anthony Jordan (USA), Rüştü Nuran (TUR), Jorge Vázquez (PUR) |
| 2014. szeptember 4. 22:00 | Bjelica 10                               | Lepattanó | M. Gasol 8    | Palacio Municipal de Deportes de Granada, Granada Nézőszám: 8559 Játékvezetők: Anthony Jordan (USA), Rüştü Nuran (TUR), Jorge Vázquez (PUR) |
| 2014. szeptember 4. 22:00 | Bogdanović 4                             | Gólpassz  | Rubio 6       | Palacio Municipal de Deportes de Granada, Granada Nézőszám: 8559 Játékvezetők: Anthony Jordan (USA), Rüştü Nuran (TUR), Jorge Vázquez (PUR) |

### B csoport (Sevilla)
| Csapat         | M | Gy | V | P+  | P–  | Pk  | P  |
| -------------- | - | -- | - | --- | --- | --- | -- |
| Görögország    | 5 | 5  | 0 | 414 | 349 | +65 | 10 |
| Horvátország   | 5 | 3  | 2 | 414 | 398 | +16 | 8  |
| Argentína      | 5 | 3  | 2 | 420 | 372 | +48 | 8  |
| Szenegál       | 5 | 2  | 3 | 348 | 399 | −51 | 7  |
| Puerto Rico    | 5 | 1  | 4 | 388 | 446 | −58 | 6  |
| Fülöp-szigetek | 5 | 1  | 4 | 383 | 404 | −21 | 6  |

| 2014. augusztus 30. 12:30 | Horvátország                                  | 81–78 (h. u.) | Fülöp-szigetek | Palacio Municipal de Deportes San Pablo, Sevilla Nézőszám: 3500 Játékvezetők: José Reyes (MEX), Mohammad Al-Amiri (KUW), Fernando Rocha (POR) |
| 2014. augusztus 30. 12:30 | (23–9, 14–22, 20–18, 14–22, 10–7) Jegyzőkönyv |               |                | Palacio Municipal de Deportes San Pablo, Sevilla Nézőszám: 3500 Játékvezetők: José Reyes (MEX), Mohammad Al-Amiri (KUW), Fernando Rocha (POR) |
| 2014. augusztus 30. 12:30 | Bogdanović 26                                 | Pont          | Blatche 28     | Palacio Municipal de Deportes San Pablo, Sevilla Nézőszám: 3500 Játékvezetők: José Reyes (MEX), Mohammad Al-Amiri (KUW), Fernando Rocha (POR) |
| 2014. augusztus 30. 12:30 | Tomić 11                                      | Lepattanó     | Blatche 12     | Palacio Municipal de Deportes San Pablo, Sevilla Nézőszám: 3500 Játékvezetők: José Reyes (MEX), Mohammad Al-Amiri (KUW), Fernando Rocha (POR) |
| 2014. augusztus 30. 12:30 | Tomić, Šarić 4                                | Gólpassz      | Alapag 6       | Palacio Municipal de Deportes San Pablo, Sevilla Nézőszám: 3500 Játékvezetők: José Reyes (MEX), Mohammad Al-Amiri (KUW), Fernando Rocha (POR) |

| 2014. augusztus 30. 17:30 | Puerto Rico                              | 75–98     | Argentína   | Palacio Municipal de Deportes San Pablo, Sevilla Nézőszám: 5300 Játékvezetők: Luigi Lamonica (ITA), Michael Aylen (AUS), Ilija Belošević (SRB) |
| 2014. augusztus 30. 17:30 | (19–27, 19–18, 11–24, 26–29) Jegyzőkönyv |           |             | Palacio Municipal de Deportes San Pablo, Sevilla Nézőszám: 5300 Játékvezetők: Luigi Lamonica (ITA), Michael Aylen (AUS), Ilija Belošević (SRB) |
| 2014. augusztus 30. 17:30 | Barea 24                                 | Pont      | Scola 20    | Palacio Municipal de Deportes San Pablo, Sevilla Nézőszám: 5300 Játékvezetők: Luigi Lamonica (ITA), Michael Aylen (AUS), Ilija Belošević (SRB) |
| 2014. augusztus 30. 17:30 | Clemente 6                               | Lepattanó | Nocioni 11  | Palacio Municipal de Deportes San Pablo, Sevilla Nézőszám: 5300 Játékvezetők: Luigi Lamonica (ITA), Michael Aylen (AUS), Ilija Belošević (SRB) |
| 2014. augusztus 30. 17:30 | Barea 4                                  | Gólpassz  | Prigioni 10 | Palacio Municipal de Deportes San Pablo, Sevilla Nézőszám: 5300 Játékvezetők: Luigi Lamonica (ITA), Michael Aylen (AUS), Ilija Belošević (SRB) |

| 2014. augusztus 30. 20:00 | Görögország                            | 87–64     | Szenegál        | Palacio Municipal de Deportes San Pablo, Sevilla Nézőszám: 3100 Játékvezetők: Juan González (ESP), Carlos Julio (ANG), Stephen Seibel (CAN) |
| 2014. augusztus 30. 20:00 | (18–9, 27–8, 19–19, 23–28) Jegyzőkönyv |           |                 | Palacio Municipal de Deportes San Pablo, Sevilla Nézőszám: 3100 Játékvezetők: Juan González (ESP), Carlos Julio (ANG), Stephen Seibel (CAN) |
| 2014. augusztus 30. 20:00 | Kaimakoglou 20                         | Pont      | Dieng 21        | Palacio Municipal de Deportes San Pablo, Sevilla Nézőszám: 3100 Játékvezetők: Juan González (ESP), Carlos Julio (ANG), Stephen Seibel (CAN) |
| 2014. augusztus 30. 20:00 | Kaimakoglou 8                          | Lepattanó | Dieng 14        | Palacio Municipal de Deportes San Pablo, Sevilla Nézőszám: 3100 Játékvezetők: Juan González (ESP), Carlos Julio (ANG), Stephen Seibel (CAN) |
| 2014. augusztus 30. 20:00 | Sloukas 4                              | Gólpassz  | három játékos 2 | Palacio Municipal de Deportes San Pablo, Sevilla Nézőszám: 3100 Játékvezetők: Juan González (ESP), Carlos Julio (ANG), Stephen Seibel (CAN) |

| 2014. augusztus 31. 13:30 | Argentína                                | 85–90     | Horvátország | Palacio Municipal de Deportes San Pablo, Sevilla Nézőszám: 6109 Játékvezetők: Juan González (ESP), José Reyes (MEX), Fernando Rocha (POR) |
| 2014. augusztus 31. 13:30 | (20-28, 24-18, 19-29, 22-15) Jegyzőkönyv |           |              | Palacio Municipal de Deportes San Pablo, Sevilla Nézőszám: 6109 Játékvezetők: Juan González (ESP), José Reyes (MEX), Fernando Rocha (POR) |
| 2014. augusztus 31. 13:30 | Scola 30                                 | Pont      | Simon 18     | Palacio Municipal de Deportes San Pablo, Sevilla Nézőszám: 6109 Játékvezetők: Juan González (ESP), José Reyes (MEX), Fernando Rocha (POR) |
| 2014. augusztus 31. 13:30 | Scola 9                                  | Lepattanó | Šarić 9      | Palacio Municipal de Deportes San Pablo, Sevilla Nézőszám: 6109 Játékvezetők: Juan González (ESP), José Reyes (MEX), Fernando Rocha (POR) |
| 2014. augusztus 31. 13:30 | Campazzo 6                               | Gólpassz  | Lafayette 9  | Palacio Municipal de Deportes San Pablo, Sevilla Nézőszám: 6109 Játékvezetők: Juan González (ESP), José Reyes (MEX), Fernando Rocha (POR) |

| 2014. augusztus 31. 17:30 | Szenegál                                 | 82–75     | Puerto Rico         | Palacio Municipal de Deportes San Pablo, Sevilla Nézőszám: 5554 Játékvezetők: Michael Aylen (AUS), Ilija Belošević (SRB), Carlos Julio (ANG) |
| 2014. augusztus 31. 17:30 | (20–29, 21–11, 22–18, 19–17) Jegyzőkönyv |           |                     | Palacio Municipal de Deportes San Pablo, Sevilla Nézőszám: 5554 Játékvezetők: Michael Aylen (AUS), Ilija Belošević (SRB), Carlos Julio (ANG) |
| 2014. augusztus 31. 17:30 | Faye 20                                  | Pont      | Balkman 21          | Palacio Municipal de Deportes San Pablo, Sevilla Nézőszám: 5554 Játékvezetők: Michael Aylen (AUS), Ilija Belošević (SRB), Carlos Julio (ANG) |
| 2014. augusztus 31. 17:30 | Dieng 13                                 | Lepattanó | Balkman, Santiago 7 | Palacio Municipal de Deportes San Pablo, Sevilla Nézőszám: 5554 Játékvezetők: Michael Aylen (AUS), Ilija Belošević (SRB), Carlos Julio (ANG) |
| 2014. augusztus 31. 17:30 | D'Almeida, Diop 3                        | Gólpassz  | Rivera 5            | Palacio Municipal de Deportes San Pablo, Sevilla Nézőszám: 5554 Játékvezetők: Michael Aylen (AUS), Ilija Belošević (SRB), Carlos Julio (ANG) |

| 2014. augusztus 31. 20:00 | Fülöp-szigetek                           | 70–82     | Görögország    | Palacio Municipal de Deportes San Pablo, Sevilla Nézőszám: 5554 Játékvezetők: Luigi Lamonica (ITA), Mohammad Al-Amiri (KUW), Stephen Seibel (CAN) |
| 2014. augusztus 31. 20:00 | (10–20, 17–17, 18–21, 25–24) Jegyzőkönyv |           |                | Palacio Municipal de Deportes San Pablo, Sevilla Nézőszám: 5554 Játékvezetők: Luigi Lamonica (ITA), Mohammad Al-Amiri (KUW), Stephen Seibel (CAN) |
| 2014. augusztus 31. 20:00 | Blatche 21                               | Pont      | Printezis 25   | Palacio Municipal de Deportes San Pablo, Sevilla Nézőszám: 5554 Játékvezetők: Luigi Lamonica (ITA), Mohammad Al-Amiri (KUW), Stephen Seibel (CAN) |
| 2014. augusztus 31. 20:00 | Blatche 14                               | Lepattanó | Bourousis 10   | Palacio Municipal de Deportes San Pablo, Sevilla Nézőszám: 5554 Játékvezetők: Luigi Lamonica (ITA), Mohammad Al-Amiri (KUW), Stephen Seibel (CAN) |
| 2014. augusztus 31. 20:00 | Alapag 3                                 | Gólpassz  | Papanikolaou 4 | Palacio Municipal de Deportes San Pablo, Sevilla Nézőszám: 5554 Játékvezetők: Luigi Lamonica (ITA), Mohammad Al-Amiri (KUW), Stephen Seibel (CAN) |

| 2014. szeptember 1. 12:30 | Horvátország                             | 75–77     | Szenegál    | Palacio Municipal de Deportes San Pablo, Sevilla Nézőszám: 4380 Játékvezetők: Michael Aylen (AUS), Mohammad Al-Amiri (KUW), Stephen Seibel (CAN) |
| 2014. szeptember 1. 12:30 | (16–18, 16–23, 20–18, 23–18) Jegyzőkönyv |           |             | Palacio Municipal de Deportes San Pablo, Sevilla Nézőszám: 4380 Játékvezetők: Michael Aylen (AUS), Mohammad Al-Amiri (KUW), Stephen Seibel (CAN) |
| 2014. szeptember 1. 12:30 | Bogdanović, Šarić 15                     | Pont      | Dieng 27    | Palacio Municipal de Deportes San Pablo, Sevilla Nézőszám: 4380 Játékvezetők: Michael Aylen (AUS), Mohammad Al-Amiri (KUW), Stephen Seibel (CAN) |
| 2014. szeptember 1. 12:30 | Tomić 9                                  | Lepattanó | Dieng 8     | Palacio Municipal de Deportes San Pablo, Sevilla Nézőszám: 4380 Játékvezetők: Michael Aylen (AUS), Mohammad Al-Amiri (KUW), Stephen Seibel (CAN) |
| 2014. szeptember 1. 12:30 | Šarić 4                                  | Gólpassz  | D'Almeida 5 | Palacio Municipal de Deportes San Pablo, Sevilla Nézőszám: 4380 Játékvezetők: Michael Aylen (AUS), Mohammad Al-Amiri (KUW), Stephen Seibel (CAN) |

| 2014. szeptember 1. 17:30 | Argentína                                | 85–81     | Fülöp-szigetek   | Palacio Municipal de Deportes San Pablo, Sevilla Nézőszám: 6071 Játékvezetők: Ilija Belošević (SRB), Juan González (ESP), Carlos Julio (ANG) |
| 2014. szeptember 1. 17:30 | (22–25, 21–13, 28–23, 14–20) Jegyzőkönyv |           |                  | Palacio Municipal de Deportes San Pablo, Sevilla Nézőszám: 6071 Játékvezetők: Ilija Belošević (SRB), Juan González (ESP), Carlos Julio (ANG) |
| 2014. szeptember 1. 17:30 | Scola 19                                 | Pont      | de Ocampo 18     | Palacio Municipal de Deportes San Pablo, Sevilla Nézőszám: 6071 Játékvezetők: Ilija Belošević (SRB), Juan González (ESP), Carlos Julio (ANG) |
| 2014. szeptember 1. 17:30 | Mata 9                                   | Lepattanó | Blatche 15       | Palacio Municipal de Deportes San Pablo, Sevilla Nézőszám: 6071 Játékvezetők: Ilija Belošević (SRB), Juan González (ESP), Carlos Julio (ANG) |
| 2014. szeptember 1. 17:30 | Scola, Campazzo 4                        | Gólpassz  | Castro, Alapag 2 | Palacio Municipal de Deportes San Pablo, Sevilla Nézőszám: 6071 Játékvezetők: Ilija Belošević (SRB), Juan González (ESP), Carlos Julio (ANG) |

| 2014. szeptember 1. 20:00 | Puerto Rico                              | 79–90     | Görögország    | Palacio Municipal de Deportes San Pablo, Sevilla Nézőszám: 6071 Játékvezetők: Luigi Lamonica (ITA), José Reyes (MEX), Fernando Rocha (POR) |
| 2014. szeptember 1. 20:00 | (19–20, 14–21, 19–27, 27–22) Jegyzőkönyv |           |                | Palacio Municipal de Deportes San Pablo, Sevilla Nézőszám: 6071 Játékvezetők: Luigi Lamonica (ITA), José Reyes (MEX), Fernando Rocha (POR) |
| 2014. szeptember 1. 20:00 | Balkman 23                               | Pont      | Zisis 19       | Palacio Municipal de Deportes San Pablo, Sevilla Nézőszám: 6071 Játékvezetők: Luigi Lamonica (ITA), José Reyes (MEX), Fernando Rocha (POR) |
| 2014. szeptember 1. 20:00 | Franklin 6                               | Lepattanó | Kaimakoglou 11 | Palacio Municipal de Deportes San Pablo, Sevilla Nézőszám: 6071 Játékvezetők: Luigi Lamonica (ITA), José Reyes (MEX), Fernando Rocha (POR) |
| 2014. szeptember 1. 20:00 | Barea 5                                  | Gólpassz  | Bourousis 6    | Palacio Municipal de Deportes San Pablo, Sevilla Nézőszám: 6071 Játékvezetők: Luigi Lamonica (ITA), José Reyes (MEX), Fernando Rocha (POR) |

| 2014. szeptember 3. 13:30 | Fülöp-szigetek                           | 73–77     | Puerto Rico | Palacio Municipal de Deportes San Pablo, Sevilla Nézőszám: 4998 Játékvezetők: José Reyes (MEX), Juan González (ESP), Carlos Julio (ANG) |
| 2014. szeptember 3. 13:30 | (25–13, 19–26, 13–22, 16–16) Jegyzőkönyv |           |             | Palacio Municipal de Deportes San Pablo, Sevilla Nézőszám: 4998 Játékvezetők: José Reyes (MEX), Juan González (ESP), Carlos Julio (ANG) |
| 2014. szeptember 3. 13:30 | Blatche 25                               | Pont      | Barea 30    | Palacio Municipal de Deportes San Pablo, Sevilla Nézőszám: 4998 Játékvezetők: José Reyes (MEX), Juan González (ESP), Carlos Julio (ANG) |
| 2014. szeptember 3. 13:30 | Blatche 14                               | Lepattanó | Franklin 9  | Palacio Municipal de Deportes San Pablo, Sevilla Nézőszám: 4998 Játékvezetők: José Reyes (MEX), Juan González (ESP), Carlos Julio (ANG) |
| 2014. szeptember 3. 13:30 | de Ocampo 3                              | Gólpassz  | Rivera 3    | Palacio Municipal de Deportes San Pablo, Sevilla Nézőszám: 4998 Játékvezetők: José Reyes (MEX), Juan González (ESP), Carlos Julio (ANG) |

| 2014. szeptember 3. 17:30 | Szenegál                               | 46–81     | Argentína      | Palacio Municipal de Deportes San Pablo, Sevilla Nézőszám: 5725 Játékvezetők: Ilija Belošević (SRB), Mohammad Al-Amiri (KUW), Stephen Seibel (CAN) |
| 2014. szeptember 3. 17:30 | (15–20, 9–21, 14–12, 8–28) Jegyzőkönyv |           |                | Palacio Municipal de Deportes San Pablo, Sevilla Nézőszám: 5725 Játékvezetők: Ilija Belošević (SRB), Mohammad Al-Amiri (KUW), Stephen Seibel (CAN) |
| 2014. szeptember 3. 17:30 | Dieng 11                               | Pont      | Scola 22       | Palacio Municipal de Deportes San Pablo, Sevilla Nézőszám: 5725 Játékvezetők: Ilija Belošević (SRB), Mohammad Al-Amiri (KUW), Stephen Seibel (CAN) |
| 2014. szeptember 3. 17:30 | Dieng 8                                | Lepattanó | Scola 14       | Palacio Municipal de Deportes San Pablo, Sevilla Nézőszám: 5725 Játékvezetők: Ilija Belošević (SRB), Mohammad Al-Amiri (KUW), Stephen Seibel (CAN) |
| 2014. szeptember 3. 17:30 | D'Almeida 4                            | Gólpassz  | Laprovíttola 6 | Palacio Municipal de Deportes San Pablo, Sevilla Nézőszám: 5725 Játékvezetők: Ilija Belošević (SRB), Mohammad Al-Amiri (KUW), Stephen Seibel (CAN) |

| 2014. szeptember 3. 20:00 | Görögország                             | 76–65     | Horvátország  | Palacio Municipal de Deportes San Pablo, Sevilla Nézőszám: 5725 Játékvezetők: Luigi Lamonica (ITA), Michael Aylen (AUS), Fernando Rocha (POR) |
| 2014. szeptember 3. 20:00 | (16–14, 20–9, 15–16, 25–26) Jegyzőkönyv |           |               | Palacio Municipal de Deportes San Pablo, Sevilla Nézőszám: 5725 Játékvezetők: Luigi Lamonica (ITA), Michael Aylen (AUS), Fernando Rocha (POR) |
| 2014. szeptember 3. 20:00 | Papanikolaou, Kaimakoglou 14            | Pont      | Bogdanović 20 | Palacio Municipal de Deportes San Pablo, Sevilla Nézőszám: 5725 Játékvezetők: Luigi Lamonica (ITA), Michael Aylen (AUS), Fernando Rocha (POR) |
| 2014. szeptember 3. 20:00 | Bourousis 10                            | Lepattanó | Tomić 9       | Palacio Municipal de Deportes San Pablo, Sevilla Nézőszám: 5725 Játékvezetők: Luigi Lamonica (ITA), Michael Aylen (AUS), Fernando Rocha (POR) |
| 2014. szeptember 3. 20:00 | Zisis 10                                | Gólpassz  | Lafayette 3   | Palacio Municipal de Deportes San Pablo, Sevilla Nézőszám: 5725 Játékvezetők: Luigi Lamonica (ITA), Michael Aylen (AUS), Fernando Rocha (POR) |

| 2014. szeptember 4. 14:00 | Szenegál                                        | 79–81 (h. u.) | Fülöp-szigetek     | Palacio Municipal de Deportes San Pablo, Sevilla Nézőszám: 5132 Játékvezetők: Ilija Belošević (SRB), Fernando Rocha (POR), Carlos Julio (ANG) |
| 2014. szeptember 4. 14:00 | (19–13, 5–24, 20–12, 20–15 , 15–17) Jegyzőkönyv |               |                    | Palacio Municipal de Deportes San Pablo, Sevilla Nézőszám: 5132 Játékvezetők: Ilija Belošević (SRB), Fernando Rocha (POR), Carlos Julio (ANG) |
| 2014. szeptember 4. 14:00 | Faye 20                                         | Pont          | Blatche, Alapag 18 | Palacio Municipal de Deportes San Pablo, Sevilla Nézőszám: 5132 Játékvezetők: Ilija Belošević (SRB), Fernando Rocha (POR), Carlos Julio (ANG) |
| 2014. szeptember 4. 14:00 | Dieng 14                                        | Lepattanó     | Blatche 14         | Palacio Municipal de Deportes San Pablo, Sevilla Nézőszám: 5132 Játékvezetők: Ilija Belošević (SRB), Fernando Rocha (POR), Carlos Julio (ANG) |
| 2014. szeptember 4. 14:00 | D'Almeida 13                                    | Gólpassz      | Alapag 4           | Palacio Municipal de Deportes San Pablo, Sevilla Nézőszám: 5132 Játékvezetők: Ilija Belošević (SRB), Fernando Rocha (POR), Carlos Julio (ANG) |

| 2014. szeptember 4. 18:00 | Horvátország                             | 103–82    | Puerto Rico | Palacio Municipal de Deportes San Pablo, Sevilla Nézőszám: 7047 Játékvezetők: Luigi Lamonica (ITA), Mohammad Al-Amiri (KUW), Stephen Seibel (CAN) |
| 2014. szeptember 4. 18:00 | (28–16, 25–20, 31–21, 19–25) Jegyzőkönyv |           |             | Palacio Municipal de Deportes San Pablo, Sevilla Nézőszám: 7047 Játékvezetők: Luigi Lamonica (ITA), Mohammad Al-Amiri (KUW), Stephen Seibel (CAN) |
| 2014. szeptember 4. 18:00 | Bogdanović 23                            | Pont      | Barea 20    | Palacio Municipal de Deportes San Pablo, Sevilla Nézőszám: 7047 Játékvezetők: Luigi Lamonica (ITA), Mohammad Al-Amiri (KUW), Stephen Seibel (CAN) |
| 2014. szeptember 4. 18:00 | Markota, Simon 7                         | Lepattanó | Huertas 4   | Palacio Municipal de Deportes San Pablo, Sevilla Nézőszám: 7047 Játékvezetők: Luigi Lamonica (ITA), Mohammad Al-Amiri (KUW), Stephen Seibel (CAN) |
| 2014. szeptember 4. 18:00 | Ukić 6                                   | Gólpassz  | Rivera 6    | Palacio Municipal de Deportes San Pablo, Sevilla Nézőszám: 7047 Játékvezetők: Luigi Lamonica (ITA), Mohammad Al-Amiri (KUW), Stephen Seibel (CAN) |

| 2014. szeptember 4. 22:00 | Argentína                                | 71–79     | Görögország  | Palacio Municipal de Deportes San Pablo, Sevilla Nézőszám: 7047 Játékvezetők: José Reyes (MEX), Michael Aylen (AUS), Juan González (ESP) |
| 2014. szeptember 4. 22:00 | (16–28, 17–16, 17–20, 21–15) Jegyzőkönyv |           |              | Palacio Municipal de Deportes San Pablo, Sevilla Nézőszám: 7047 Játékvezetők: José Reyes (MEX), Michael Aylen (AUS), Juan González (ESP) |
| 2014. szeptember 4. 22:00 | Scola 17                                 | Pont      | Calathes 18  | Palacio Municipal de Deportes San Pablo, Sevilla Nézőszám: 7047 Játékvezetők: José Reyes (MEX), Michael Aylen (AUS), Juan González (ESP) |
| 2014. szeptember 4. 22:00 | Scola, Campazzo 5                        | Lepattanó | Bourousis 15 | Palacio Municipal de Deportes San Pablo, Sevilla Nézőszám: 7047 Játékvezetők: José Reyes (MEX), Michael Aylen (AUS), Juan González (ESP) |
| 2014. szeptember 4. 22:00 | Campazzo 5                               | Gólpassz  | Zisis 5      | Palacio Municipal de Deportes San Pablo, Sevilla Nézőszám: 7047 Játékvezetők: José Reyes (MEX), Michael Aylen (AUS), Juan González (ESP) |

### C csoport (Bilbao)
| Csapat                | M | Gy | V | P+  | P–  | Pk   | P  |
| --------------------- | - | -- | - | --- | --- | ---- | -- |
| Egyesült Államok      | 5 | 5  | 0 | 511 | 345 | +166 | 10 |
| Törökország           | 5 | 3  | 2 | 365 | 372 | −7   | 8  |
| Dominikai Köztársaság | 5 | 2  | 3 | 347 | 386 | −39  | 7  |
| Új-Zéland             | 5 | 2  | 3 | 347 | 376 | −29  | 7  |
| Ukrajna               | 5 | 2  | 3 | 344 | 369 | −25  | 7  |
| Finnország            | 5 | 1  | 4 | 342 | 408 | −66  | 6  |

| 2014. augusztus 30. 12:30 | Ukrajna                                  | 72–62     | Dominikai Köztársaság | Bizkaia Arena, Bilbao Nézőszám: 6500 Játékvezetők: Milivoje Jovčić (SRB), Matej Boltauzer (SLO), Alejandro Chiti (ARG) |
| 2014. augusztus 30. 12:30 | (12–13, 15–14, 21–13, 24–22) Jegyzőkönyv |           |                       | Bizkaia Arena, Bilbao Nézőszám: 6500 Játékvezetők: Milivoje Jovčić (SRB), Matej Boltauzer (SLO), Alejandro Chiti (ARG) |
| 2014. augusztus 30. 12:30 | Jeter 16                                 | Pont      | García 18             | Bizkaia Arena, Bilbao Nézőszám: 6500 Játékvezetők: Milivoje Jovčić (SRB), Matej Boltauzer (SLO), Alejandro Chiti (ARG) |
| 2014. augusztus 30. 12:30 | Korniyenko, Kravtsov 7                   | Lepattanó | Vargas, Báez 9        | Bizkaia Arena, Bilbao Nézőszám: 6500 Játékvezetők: Milivoje Jovčić (SRB), Matej Boltauzer (SLO), Alejandro Chiti (ARG) |
| 2014. augusztus 30. 12:30 | Gladyr 3                                 | Gólpassz  | García 4              | Bizkaia Arena, Bilbao Nézőszám: 6500 Játékvezetők: Milivoje Jovčić (SRB), Matej Boltauzer (SLO), Alejandro Chiti (ARG) |

| 2014. augusztus 30. 16:00 | Új-Zéland                               | 73–76     | Törökország        | Bizkaia Arena, Bilbao Nézőszám: 6800 Játékvezetők: Cristiano Maranho (BRA), Joseph Bissang (FRA), Ferdinand Pascual (PHI) |
| 2014. augusztus 30. 16:00 | (17–8, 21–20, 18–24, 17–24) Jegyzőkönyv |           |                    | Bizkaia Arena, Bilbao Nézőszám: 6800 Játékvezetők: Cristiano Maranho (BRA), Joseph Bissang (FRA), Ferdinand Pascual (PHI) |
| 2014. augusztus 30. 16:00 | Webster 22                              | Pont      | Savaş 16           | Bizkaia Arena, Bilbao Nézőszám: 6800 Játékvezetők: Cristiano Maranho (BRA), Joseph Bissang (FRA), Ferdinand Pascual (PHI) |
| 2014. augusztus 30. 16:00 | Vukona 8                                | Lepattanó | Preldžič 6         | Bizkaia Arena, Bilbao Nézőszám: 6800 Játékvezetők: Cristiano Maranho (BRA), Joseph Bissang (FRA), Ferdinand Pascual (PHI) |
| 2014. augusztus 30. 16:00 | Tait16 3                                | Gólpassz  | Hersek, Preldžič 3 | Bizkaia Arena, Bilbao Nézőszám: 6800 Játékvezetők: Cristiano Maranho (BRA), Joseph Bissang (FRA), Ferdinand Pascual (PHI) |

| 2014. augusztus 30. 21:30 | Egyesült Államok                        | 114–55    | Finnország       | Bizkaia Arena, Bilbao Nézőszám: 11 300 Játékvezetők: Miguel Pérez (ESP), Arnaud Kom Njilo (CMR), Alejandro Sánchez (URU) |
| 2014. augusztus 30. 21:30 | (31–16, 29–2, 29–21, 25–16) Jegyzőkönyv |           |                  | Bizkaia Arena, Bilbao Nézőszám: 11 300 Játékvezetők: Miguel Pérez (ESP), Arnaud Kom Njilo (CMR), Alejandro Sánchez (URU) |
| 2014. augusztus 30. 21:30 | Thompson 18                             | Pont      | Huff, Koponen 12 | Bizkaia Arena, Bilbao Nézőszám: 11 300 Játékvezetők: Miguel Pérez (ESP), Arnaud Kom Njilo (CMR), Alejandro Sánchez (URU) |
| 2014. augusztus 30. 21:30 | Cousins 10                              | Lepattanó | Murphy 7         | Bizkaia Arena, Bilbao Nézőszám: 11 300 Játékvezetők: Miguel Pérez (ESP), Arnaud Kom Njilo (CMR), Alejandro Sánchez (URU) |
| 2014. augusztus 30. 21:30 | Curry 5                                 | Gólpassz  | Koponen 4        | Bizkaia Arena, Bilbao Nézőszám: 11 300 Játékvezetők: Miguel Pérez (ESP), Arnaud Kom Njilo (CMR), Alejandro Sánchez (URU) |

| 2014. augusztus 31. 12:30 | Dominikai Köztársaság                    | 76–63     | Új-Zéland      | Bizkaia Arena, Bilbao Nézőszám: 14 427 Játékvezetők: Miguel Pérez (ESP), Matej Boltauzer (SLO), Arnaud Kom Njilo (CMR) |
| 2014. augusztus 31. 12:30 | (14–16, 20–11, 17–23, 25–13) Jegyzőkönyv |           |                | Bizkaia Arena, Bilbao Nézőszám: 14 427 Játékvezetők: Miguel Pérez (ESP), Matej Boltauzer (SLO), Arnaud Kom Njilo (CMR) |
| 2014. augusztus 31. 12:30 | García 29                                | Pont      | Abercrombie 22 | Bizkaia Arena, Bilbao Nézőszám: 14 427 Játékvezetők: Miguel Pérez (ESP), Matej Boltauzer (SLO), Arnaud Kom Njilo (CMR) |
| 2014. augusztus 31. 12:30 | Báez 9                                   | Lepattanó | Penney 5       | Bizkaia Arena, Bilbao Nézőszám: 14 427 Játékvezetők: Miguel Pérez (ESP), Matej Boltauzer (SLO), Arnaud Kom Njilo (CMR) |
| 2014. augusztus 31. 12:30 | Coronado, Feldeine 4                     | Gólpassz  | négy játékos 3 | Bizkaia Arena, Bilbao Nézőszám: 14 427 Játékvezetők: Miguel Pérez (ESP), Matej Boltauzer (SLO), Arnaud Kom Njilo (CMR) |

| 2014. augusztus 31. 16:00 | Finnország                               | 81–76     | Ukrajna    | Bizkaia Arena, Bilbao Nézőszám: 14 427 Játékvezetők: Cristiano Maranho (BRA), Milivoje Jovčić (SRB), Ferdinand Pascual (PHI) |
| 2014. augusztus 31. 16:00 | (20–22, 15–15, 22–15, 24–24) Jegyzőkönyv |           |            | Bizkaia Arena, Bilbao Nézőszám: 14 427 Játékvezetők: Cristiano Maranho (BRA), Milivoje Jovčić (SRB), Ferdinand Pascual (PHI) |
| 2014. augusztus 31. 16:00 | Huff 23                                  | Pont      | Jeter 24   | Bizkaia Arena, Bilbao Nézőszám: 14 427 Játékvezetők: Cristiano Maranho (BRA), Milivoje Jovčić (SRB), Ferdinand Pascual (PHI) |
| 2014. augusztus 31. 16:00 | Murphy, Huff 8                           | Lepattanó | Kravtsov 8 | Bizkaia Arena, Bilbao Nézőszám: 14 427 Játékvezetők: Cristiano Maranho (BRA), Milivoje Jovčić (SRB), Ferdinand Pascual (PHI) |
| 2014. augusztus 31. 16:00 | Koponen 9                                | Gólpassz  | Jeter 9    | Bizkaia Arena, Bilbao Nézőszám: 14 427 Játékvezetők: Cristiano Maranho (BRA), Milivoje Jovčić (SRB), Ferdinand Pascual (PHI) |

| 2014. augusztus 31. 21:30 | Törökország                              | 77–98     | Egyesült Államok | Bizkaia Arena, Bilbao Nézőszám: 14 637 Játékvezetők: Alejandro Chiti (ARG), Joseph Bissang (FRA), Alejandro Sánchez (URU) |
| 2014. augusztus 31. 21:30 | (16–16, 24–19, 20–31, 17–32) Jegyzőkönyv |           |                  | Bizkaia Arena, Bilbao Nézőszám: 14 637 Játékvezetők: Alejandro Chiti (ARG), Joseph Bissang (FRA), Alejandro Sánchez (URU) |
| 2014. augusztus 31. 21:30 | Akyol 12                                 | Pont      | Faried 22        | Bizkaia Arena, Bilbao Nézőszám: 14 637 Játékvezetők: Alejandro Chiti (ARG), Joseph Bissang (FRA), Alejandro Sánchez (URU) |
| 2014. augusztus 31. 21:30 | Aşık 8                                   | Lepattanó | Faried 8         | Bizkaia Arena, Bilbao Nézőszám: 14 637 Játékvezetők: Alejandro Chiti (ARG), Joseph Bissang (FRA), Alejandro Sánchez (URU) |
| 2014. augusztus 31. 21:30 | Preldžič 5                               | Gólpassz  | Harden 7         | Bizkaia Arena, Bilbao Nézőszám: 14 637 Játékvezetők: Alejandro Chiti (ARG), Joseph Bissang (FRA), Alejandro Sánchez (URU) |

| 2014. szeptember 2. 15:00 | Ukrajna                                  | 64–58     | Törökország        | Bizkaia Arena, Bilbao Nézőszám: 14 399 Játékvezetők: Miguel Pérez (ESP), Alejandro Chiti (ARG), Alejandro Sánchez (URU) |
| 2014. szeptember 2. 15:00 | (13–13, 12–13, 16–13, 23–19) Jegyzőkönyv |           |                    | Bizkaia Arena, Bilbao Nézőszám: 14 399 Játékvezetők: Miguel Pérez (ESP), Alejandro Chiti (ARG), Alejandro Sánchez (URU) |
| 2014. szeptember 2. 15:00 | Mishula 19                               | Pont      | Aşık 16            | Bizkaia Arena, Bilbao Nézőszám: 14 399 Játékvezetők: Miguel Pérez (ESP), Alejandro Chiti (ARG), Alejandro Sánchez (URU) |
| 2014. szeptember 2. 15:00 | Kravtsov 7                               | Lepattanó | Aşık 20            | Bizkaia Arena, Bilbao Nézőszám: 14 399 Játékvezetők: Miguel Pérez (ESP), Alejandro Chiti (ARG), Alejandro Sánchez (URU) |
| 2014. szeptember 2. 15:00 | Jeter 6                                  | Gólpassz  | Hersek, Preldžič 3 | Bizkaia Arena, Bilbao Nézőszám: 14 399 Játékvezetők: Miguel Pérez (ESP), Alejandro Chiti (ARG), Alejandro Sánchez (URU) |

| 2014. szeptember 2. 17:30 | Egyesült Államok                         | 98–71     | Új-Zéland             | Bizkaia Arena, Bilbao Nézőszám: 14 399 Játékvezetők: Milivoje Jovčić (SRB), Matej Boltauzer (SLO), Ferdinand Pascual (PHI) |
| 2014. szeptember 2. 17:30 | (27–20, 30–15, 18–19, 23–17) Jegyzőkönyv |           |                       | Bizkaia Arena, Bilbao Nézőszám: 14 399 Játékvezetők: Milivoje Jovčić (SRB), Matej Boltauzer (SLO), Ferdinand Pascual (PHI) |
| 2014. szeptember 2. 17:30 | Davis 21                                 | Pont      | Anthony 11            | Bizkaia Arena, Bilbao Nézőszám: 14 399 Játékvezetők: Milivoje Jovčić (SRB), Matej Boltauzer (SLO), Ferdinand Pascual (PHI) |
| 2014. szeptember 2. 17:30 | Faried 11                                | Lepattanó | Vukona, Abercrombie 5 | Bizkaia Arena, Bilbao Nézőszám: 14 399 Játékvezetők: Milivoje Jovčić (SRB), Matej Boltauzer (SLO), Ferdinand Pascual (PHI) |
| 2014. szeptember 2. 17:30 | Harden 4                                 | Gólpassz  | Tait 3                | Bizkaia Arena, Bilbao Nézőszám: 14 399 Játékvezetők: Milivoje Jovčić (SRB), Matej Boltauzer (SLO), Ferdinand Pascual (PHI) |

| 2014. szeptember 2. 21:30 | Finnország                               | 68–74     | Dominikai Köztársaság | Bizkaia Arena, Bilbao Nézőszám: 14 446 Játékvezetők: Cristiano Maranho (BRA), Joseph Bissang (FRA), Arnaud Kom Njilo (CMR) |
| 2014. szeptember 2. 21:30 | (15–16, 17–25, 18–19, 18–14) Jegyzőkönyv |           |                       | Bizkaia Arena, Bilbao Nézőszám: 14 446 Játékvezetők: Cristiano Maranho (BRA), Joseph Bissang (FRA), Arnaud Kom Njilo (CMR) |
| 2014. szeptember 2. 21:30 | Koponen 23                               | Pont      | Vargas 18             | Bizkaia Arena, Bilbao Nézőszám: 14 446 Játékvezetők: Cristiano Maranho (BRA), Joseph Bissang (FRA), Arnaud Kom Njilo (CMR) |
| 2014. szeptember 2. 21:30 | Lee 6                                    | Lepattanó | Vargas 13             | Bizkaia Arena, Bilbao Nézőszám: 14 446 Játékvezetők: Cristiano Maranho (BRA), Joseph Bissang (FRA), Arnaud Kom Njilo (CMR) |
| 2014. szeptember 2. 21:30 | Koponen 9                                | Gólpassz  | Feldeine 6            | Bizkaia Arena, Bilbao Nézőszám: 14 446 Játékvezetők: Cristiano Maranho (BRA), Joseph Bissang (FRA), Arnaud Kom Njilo (CMR) |

| 2014. szeptember 3. 15:00 | Új-Zéland                                | 73–61     | Ukrajna       | Bizkaia Arena, Bilbao Nézőszám: 7290 Játékvezetők: Cristiano Maranho (BRA), Arnaud Kom Njilo (CMR), Miguel Pérez (ESP) |
| 2014. szeptember 3. 15:00 | (18–19, 18–11, 17–15, 20–16) Jegyzőkönyv |           |               | Bizkaia Arena, Bilbao Nézőszám: 7290 Játékvezetők: Cristiano Maranho (BRA), Arnaud Kom Njilo (CMR), Miguel Pérez (ESP) |
| 2014. szeptember 3. 15:00 | Penney 17                                | Pont      | Korniyenko 15 | Bizkaia Arena, Bilbao Nézőszám: 7290 Játékvezetők: Cristiano Maranho (BRA), Arnaud Kom Njilo (CMR), Miguel Pérez (ESP) |
| 2014. szeptember 3. 15:00 | Fotu 10                                  | Lepattanó | Natyazhko 6   | Bizkaia Arena, Bilbao Nézőszám: 7290 Játékvezetők: Cristiano Maranho (BRA), Arnaud Kom Njilo (CMR), Miguel Pérez (ESP) |
| 2014. szeptember 3. 15:00 | Frank 4                                  | Gólpassz  | Jeter 6       | Bizkaia Arena, Bilbao Nézőszám: 7290 Játékvezetők: Cristiano Maranho (BRA), Arnaud Kom Njilo (CMR), Miguel Pérez (ESP) |

| 2014. szeptember 3. 17:30 | Törökország                                  | 77–73 (h. u.) | Finnország | Bizkaia Arena, Bilbao Nézőszám: 7290 Játékvezetők: Matej Boltauzer (SLO), Milivoje Jovčić (SRB), Ferdinand Pascual (PHI) |
| 2014. szeptember 3. 17:30 | (10–15, 17–26, 26–18, 15–9, 9–5) Jegyzőkönyv |               |            | Bizkaia Arena, Bilbao Nézőszám: 7290 Játékvezetők: Matej Boltauzer (SLO), Milivoje Jovčić (SRB), Ferdinand Pascual (PHI) |
| 2014. szeptember 3. 17:30 | Aşık 22                                      | Pont          | Koponen 17 | Bizkaia Arena, Bilbao Nézőszám: 7290 Játékvezetők: Matej Boltauzer (SLO), Milivoje Jovčić (SRB), Ferdinand Pascual (PHI) |
| 2014. szeptember 3. 17:30 | három játékos 8                              | Lepattanó     | Murphy 6   | Bizkaia Arena, Bilbao Nézőszám: 7290 Játékvezetők: Matej Boltauzer (SLO), Milivoje Jovčić (SRB), Ferdinand Pascual (PHI) |
| 2014. szeptember 3. 17:30 | Güler, Preldžič 5                            | Gólpassz      | Koponen 5  | Bizkaia Arena, Bilbao Nézőszám: 7290 Játékvezetők: Matej Boltauzer (SLO), Milivoje Jovčić (SRB), Ferdinand Pascual (PHI) |

| 2014. szeptember 3. 21:30 | Dominikai Köztársaság                           | 71–106    | Egyesült Államok | Bizkaia Arena, Bilbao Nézőszám: 14 104 Játékvezetők: Joseph Bissang (FRA), Alejandro Chiti (ARG), Alejandro Sánchez (URU) |
| 2014. szeptember 3. 21:30 | (22–25, 19–31, 11–25, 19–25) Boxsco Jegyzőkönyv |           |                  | Bizkaia Arena, Bilbao Nézőszám: 14 104 Játékvezetők: Joseph Bissang (FRA), Alejandro Chiti (ARG), Alejandro Sánchez (URU) |
| 2014. szeptember 3. 21:30 | Liz 15                                          | Pont      | Faried 16        | Bizkaia Arena, Bilbao Nézőszám: 14 104 Játékvezetők: Joseph Bissang (FRA), Alejandro Chiti (ARG), Alejandro Sánchez (URU) |
| 2014. szeptember 3. 21:30 | Feldeine 8                                      | Lepattanó | Davis 8          | Bizkaia Arena, Bilbao Nézőszám: 14 104 Játékvezetők: Joseph Bissang (FRA), Alejandro Chiti (ARG), Alejandro Sánchez (URU) |
| 2014. szeptember 3. 21:30 | Feldeine, Sosa 4                                | Gólpassz  | Curry 7          | Bizkaia Arena, Bilbao Nézőszám: 14 104 Játékvezetők: Joseph Bissang (FRA), Alejandro Chiti (ARG), Alejandro Sánchez (URU) |

| 2014. szeptember 4. 15:00 | Finnország                               | 65–67     | Új-Zéland | Bizkaia Arena, Bilbao Nézőszám: 15 483 Játékvezetők: Miguel Pérez (ESP), Alejandro Chiti (ARG), Alejandro Sánchez (URU) |
| 2014. szeptember 4. 15:00 | (12–18, 20–26, 13–13, 20–10) Jegyzőkönyv |           |           | Bizkaia Arena, Bilbao Nézőszám: 15 483 Játékvezetők: Miguel Pérez (ESP), Alejandro Chiti (ARG), Alejandro Sánchez (URU) |
| 2014. szeptember 4. 15:00 | Lee 17                                   | Pont      | Fotu 18   | Bizkaia Arena, Bilbao Nézőszám: 15 483 Játékvezetők: Miguel Pérez (ESP), Alejandro Chiti (ARG), Alejandro Sánchez (URU) |
| 2014. szeptember 4. 15:00 | three players 5                          | Lepattanó | Vukona 12 | Bizkaia Arena, Bilbao Nézőszám: 15 483 Játékvezetők: Miguel Pérez (ESP), Alejandro Chiti (ARG), Alejandro Sánchez (URU) |
| 2014. szeptember 4. 15:00 | Rannikko 7                               | Gólpassz  | Tait 5    | Bizkaia Arena, Bilbao Nézőszám: 15 483 Játékvezetők: Miguel Pérez (ESP), Alejandro Chiti (ARG), Alejandro Sánchez (URU) |

| 2014. szeptember 4. 17:30 | Ukrajna                                  | 71–95     | Egyesült Államok | Bizkaia Arena, Bilbao Nézőszám: 15 483 Játékvezetők: Matej Boltauzer (SLO), Arnaud Kom Njilo (CMR), Ferdinand Pascual (PHI) |
| 2014. szeptember 4. 17:30 | (19–14, 13–30, 22–25, 17–26) Jegyzőkönyv |           |                  | Bizkaia Arena, Bilbao Nézőszám: 15 483 Játékvezetők: Matej Boltauzer (SLO), Arnaud Kom Njilo (CMR), Ferdinand Pascual (PHI) |
| 2014. szeptember 4. 17:30 | Kravtsov 15                              | Pont      | Harden 17        | Bizkaia Arena, Bilbao Nézőszám: 15 483 Játékvezetők: Matej Boltauzer (SLO), Arnaud Kom Njilo (CMR), Ferdinand Pascual (PHI) |
| 2014. szeptember 4. 17:30 | Korniyenko 6                             | Lepattanó | Faried 8         | Bizkaia Arena, Bilbao Nézőszám: 15 483 Játékvezetők: Matej Boltauzer (SLO), Arnaud Kom Njilo (CMR), Ferdinand Pascual (PHI) |
| 2014. szeptember 4. 17:30 | Mishula 4                                | Gólpassz  | Irving 6         | Bizkaia Arena, Bilbao Nézőszám: 15 483 Játékvezetők: Matej Boltauzer (SLO), Arnaud Kom Njilo (CMR), Ferdinand Pascual (PHI) |

| 2014. szeptember 4. 21:30 | Törökország                              | 75–61     | Dominikai Köztársaság | Bizkaia Arena, Bilbao Nézőszám: 10 303 Játékvezetők: Cristiano Maranho (BRA), Joseph Bissang (FRA), Milivoje Jovčić (SRB) |
| 2014. szeptember 4. 21:30 | (14–13, 27–10, 19–18, 17–23) Jegyzőkönyv |           |                       | Bizkaia Arena, Bilbao Nézőszám: 10 303 Játékvezetők: Cristiano Maranho (BRA), Joseph Bissang (FRA), Milivoje Jovčić (SRB) |
| 2014. szeptember 4. 21:30 | Savaş 15                                 | Pont      | García 18             | Bizkaia Arena, Bilbao Nézőszám: 10 303 Játékvezetők: Cristiano Maranho (BRA), Joseph Bissang (FRA), Milivoje Jovčić (SRB) |
| 2014. szeptember 4. 21:30 | Aşık 10                                  | Lepattanó | Martínez 9            | Bizkaia Arena, Bilbao Nézőszám: 10 303 Játékvezetők: Cristiano Maranho (BRA), Joseph Bissang (FRA), Milivoje Jovčić (SRB) |
| 2014. szeptember 4. 21:30 | Preldžič, Tunçeri 5                      | Gólpassz  | Coronado 6            | Bizkaia Arena, Bilbao Nézőszám: 10 303 Játékvezetők: Cristiano Maranho (BRA), Joseph Bissang (FRA), Milivoje Jovčić (SRB) |

### D csoport (Las Palmas)
| Csapat     | M | Gy | V | P+  | P–  | Pk  | P |
| ---------- | - | -- | - | --- | --- | --- | - |
| Litvánia   | 5 | 4  | 1 | 383 | 331 | +52 | 9 |
| Szlovénia  | 5 | 4  | 1 | 425 | 374 | +51 | 9 |
| Ausztrália | 5 | 3  | 2 | 404 | 373 | +31 | 8 |
| Mexikó     | 5 | 2  | 3 | 370 | 372 | −2  | 7 |
| Angola     | 5 | 2  | 3 | 375 | 399 | −24 | 7 |
| Dél-Korea  | 5 | 0  | 5 | 316 | 404 | −88 | 5 |

| 2014. augusztus 30. 12:30 | Angola                                  | 80–69     | Dél-Korea        | Gran Canaria Arena, Las Palmas Nézőszám: 2700 Játékvezetők: Elias Koromilas (GRE), Sreten Radović (CRO), Luis Vázquez (PUR) |
| 2014. augusztus 30. 12:30 | (16–6, 20–12, 16–30, 28–21) Jegyzőkönyv |           |                  | Gran Canaria Arena, Las Palmas Nézőszám: 2700 Játékvezetők: Elias Koromilas (GRE), Sreten Radović (CRO), Luis Vázquez (PUR) |
| 2014. augusztus 30. 12:30 | Cipriano, Moreira 16                    | Pont      | Kim Sun-hyung 15 | Gran Canaria Arena, Las Palmas Nézőszám: 2700 Játékvezetők: Elias Koromilas (GRE), Sreten Radović (CRO), Luis Vázquez (PUR) |
| 2014. augusztus 30. 12:30 | Moreira 10                              | Lepattanó | Yang Hee-jong 5  | Gran Canaria Arena, Las Palmas Nézőszám: 2700 Játékvezetők: Elias Koromilas (GRE), Sreten Radović (CRO), Luis Vázquez (PUR) |
| 2014. augusztus 30. 12:30 | Costa 6                                 | Gólpassz  | Kim Sun-hyung 5  | Gran Canaria Arena, Las Palmas Nézőszám: 2700 Játékvezetők: Elias Koromilas (GRE), Sreten Radović (CRO), Luis Vázquez (PUR) |

| 2014. augusztus 30. 16:30 | Ausztrália                               | 80–90     | Szlovénia         | Gran Canaria Arena, Las Palmas Nézőszám: 5900 Játékvezetők: Steven Anderson (USA), Reynaldo Mercedes (DOM), Eddie Viator (FRA) |
| 2014. augusztus 30. 16:30 | (19–27, 24–22, 17–20, 20–21) Jegyzőkönyv |           |                   | Gran Canaria Arena, Las Palmas Nézőszám: 5900 Játékvezetők: Steven Anderson (USA), Reynaldo Mercedes (DOM), Eddie Viator (FRA) |
| 2014. augusztus 30. 16:30 | Baynes 21                                | Pont      | G. Dragić 21      | Gran Canaria Arena, Las Palmas Nézőszám: 5900 Játékvezetők: Steven Anderson (USA), Reynaldo Mercedes (DOM), Eddie Viator (FRA) |
| 2014. augusztus 30. 16:30 | Baynes 7                                 | Lepattanó | G. Dragić, Omić 7 | Gran Canaria Arena, Las Palmas Nézőszám: 5900 Játékvezetők: Steven Anderson (USA), Reynaldo Mercedes (DOM), Eddie Viator (FRA) |
| 2014. augusztus 30. 16:30 | Dellavedova 5                            | Gólpassz  | G. Dragić 4       | Gran Canaria Arena, Las Palmas Nézőszám: 5900 Játékvezetők: Steven Anderson (USA), Reynaldo Mercedes (DOM), Eddie Viator (FRA) |

| 2014. augusztus 30. 19:00 | Mexikó                                   | 74–87     | Litvánia      | Gran Canaria Arena, Las Palmas Nézőszám: 6200 Játékvezetők: Marcos Benito (BRA), Robert Lottermoser (GER), Kingsley Ojeaburu (NGA) |
| 2014. augusztus 30. 19:00 | (27–22, 14–23, 12–22, 21–20) Jegyzőkönyv |           |               | Gran Canaria Arena, Las Palmas Nézőszám: 6200 Játékvezetők: Marcos Benito (BRA), Robert Lottermoser (GER), Kingsley Ojeaburu (NGA) |
| 2014. augusztus 30. 19:00 | Cruz 21                                  | Pont      | Mačiulis 19   | Gran Canaria Arena, Las Palmas Nézőszám: 6200 Játékvezetők: Marcos Benito (BRA), Robert Lottermoser (GER), Kingsley Ojeaburu (NGA) |
| 2014. augusztus 30. 19:00 | Ayón 6                                   | Lepattanó | Valančiūnas 5 | Gran Canaria Arena, Las Palmas Nézőszám: 6200 Játékvezetők: Marcos Benito (BRA), Robert Lottermoser (GER), Kingsley Ojeaburu (NGA) |
| 2014. augusztus 30. 19:00 | Cruz 4                                   | Gólpassz  | Seibutis 5    | Gran Canaria Arena, Las Palmas Nézőszám: 6200 Játékvezetők: Marcos Benito (BRA), Robert Lottermoser (GER), Kingsley Ojeaburu (NGA) |

| 2014. augusztus 31. 12:30 | Dél-Korea                                | 55–89     | Ausztrália    | Gran Canaria Arena, Las Palmas Nézőszám: 5524 Játékvezetők: Eddie Viator (FRA), Steven Anderson (USA), Kingsley Ojeaburu (NGA) |
| 2014. augusztus 31. 12:30 | (17–26, 12–18, 12–22, 14–23) Jegyzőkönyv |           |               | Gran Canaria Arena, Las Palmas Nézőszám: 5524 Játékvezetők: Eddie Viator (FRA), Steven Anderson (USA), Kingsley Ojeaburu (NGA) |
| 2014. augusztus 31. 12:30 | S. Kim 13                                | Pont      | Ingles 17     | Gran Canaria Arena, Las Palmas Nézőszám: 5524 Játékvezetők: Eddie Viator (FRA), Steven Anderson (USA), Kingsley Ojeaburu (NGA) |
| 2014. augusztus 31. 12:30 | Oh 4                                     | Lepattanó | Baynes 10     | Gran Canaria Arena, Las Palmas Nézőszám: 5524 Játékvezetők: Eddie Viator (FRA), Steven Anderson (USA), Kingsley Ojeaburu (NGA) |
| 2014. augusztus 31. 12:30 | Park 4                                   | Gólpassz  | Dellavedova 8 | Gran Canaria Arena, Las Palmas Nézőszám: 5524 Játékvezetők: Eddie Viator (FRA), Steven Anderson (USA), Kingsley Ojeaburu (NGA) |

| 2014. augusztus 31. 16:30 | Szlovénia                                | 89–68     | Mexikó      | Gran Canaria Arena, Las Palmas Nézőszám: 5680 Játékvezetők: Marcos Benito (BRA), Elias Koromilas (GRE), Robert Lottermoser (GER) |
| 2014. augusztus 31. 16:30 | (24–18, 22–19, 19–13, 24–18) Jegyzőkönyv |           |             | Gran Canaria Arena, Las Palmas Nézőszám: 5680 Játékvezetők: Marcos Benito (BRA), Elias Koromilas (GRE), Robert Lottermoser (GER) |
| 2014. augusztus 31. 16:30 | Z. Dragić 22                             | Pont      | Ayón 23     | Gran Canaria Arena, Las Palmas Nézőszám: 5680 Játékvezetők: Marcos Benito (BRA), Elias Koromilas (GRE), Robert Lottermoser (GER) |
| 2014. augusztus 31. 16:30 | Murić 4                                  | Lepattanó | Hernández 5 | Gran Canaria Arena, Las Palmas Nézőszám: 5680 Játékvezetők: Marcos Benito (BRA), Elias Koromilas (GRE), Robert Lottermoser (GER) |
| 2014. augusztus 31. 16:30 | G. Dragić 6                              | Gólpassz  | Cruz 4      | Gran Canaria Arena, Las Palmas Nézőszám: 5680 Játékvezetők: Marcos Benito (BRA), Elias Koromilas (GRE), Robert Lottermoser (GER) |

| 2014. augusztus 31. 19:00 | Litvánia                                 | 75–62     | Angola     | Gran Canaria Arena, Las Palmas Nézőszám: 5680 Játékvezetők: Reynaldo Mercedes (DOM), Yevgeniy Mikheyev (KAZ), Luis Vázquez (PUR) |
| 2014. augusztus 31. 19:00 | (23–22, 15–13, 25–14, 12–13) Jegyzőkönyv |           |            | Gran Canaria Arena, Las Palmas Nézőszám: 5680 Játékvezetők: Reynaldo Mercedes (DOM), Yevgeniy Mikheyev (KAZ), Luis Vázquez (PUR) |
| 2014. augusztus 31. 19:00 | Motiejūnas 12                            | Pont      | Mingas 14  | Gran Canaria Arena, Las Palmas Nézőszám: 5680 Játékvezetők: Reynaldo Mercedes (DOM), Yevgeniy Mikheyev (KAZ), Luis Vázquez (PUR) |
| 2014. augusztus 31. 19:00 | Valančiūnas 13                           | Lepattanó | Mingas 9   | Gran Canaria Arena, Las Palmas Nézőszám: 5680 Játékvezetők: Reynaldo Mercedes (DOM), Yevgeniy Mikheyev (KAZ), Luis Vázquez (PUR) |
| 2014. augusztus 31. 19:00 | Seibutis 4                               | Gólpassz  | Cipriano 3 | Gran Canaria Arena, Las Palmas Nézőszám: 5680 Játékvezetők: Reynaldo Mercedes (DOM), Yevgeniy Mikheyev (KAZ), Luis Vázquez (PUR) |

| 2014. szeptember 2. 12:30 | Angola                                   | 55–79     | Mexikó       | Gran Canaria Arena, Las Palmas Nézőszám: 5565 Játékvezetők: Sreten Radović (CRO), Elias Koromilas (GRE), Eddie Viator (FRA) |
| 2014. szeptember 2. 12:30 | (20–15, 15–21, 10–21, 10–22) Jegyzőkönyv |           |              | Gran Canaria Arena, Las Palmas Nézőszám: 5565 Játékvezetők: Sreten Radović (CRO), Elias Koromilas (GRE), Eddie Viator (FRA) |
| 2014. szeptember 2. 12:30 | V. Joaquim 13                            | Pont      | Hernández 24 | Gran Canaria Arena, Las Palmas Nézőszám: 5565 Játékvezetők: Sreten Radović (CRO), Elias Koromilas (GRE), Eddie Viator (FRA) |
| 2014. szeptember 2. 12:30 | Moreira 9                                | Lepattanó | Ayón 12      | Gran Canaria Arena, Las Palmas Nézőszám: 5565 Játékvezetők: Sreten Radović (CRO), Elias Koromilas (GRE), Eddie Viator (FRA) |
| 2014. szeptember 2. 12:30 | Barros 3                                 | Gólpassz  | Cruz 4       | Gran Canaria Arena, Las Palmas Nézőszám: 5565 Játékvezetők: Sreten Radović (CRO), Elias Koromilas (GRE), Eddie Viator (FRA) |

| 2014. szeptember 2. 16:30 | Ausztrália                              | 82–75     | Litvánia      | Gran Canaria Arena, Las Palmas Nézőszám: 5657 Játékvezetők: Reynaldo Mercedes (DOM), Marcos Benito (BRA), Luis Vázquez (PUR) |
| 2014. szeptember 2. 16:30 | (30–20, 17–8, 15–28, 20–19) Jegyzőkönyv |           |               | Gran Canaria Arena, Las Palmas Nézőszám: 5657 Játékvezetők: Reynaldo Mercedes (DOM), Marcos Benito (BRA), Luis Vázquez (PUR) |
| 2014. szeptember 2. 16:30 | Ingles 18                               | Pont      | Seibutis 21   | Gran Canaria Arena, Las Palmas Nézőszám: 5657 Játékvezetők: Reynaldo Mercedes (DOM), Marcos Benito (BRA), Luis Vázquez (PUR) |
| 2014. szeptember 2. 16:30 | Baynes 6                                | Lepattanó | Valančiūnas 6 | Gran Canaria Arena, Las Palmas Nézőszám: 5657 Játékvezetők: Reynaldo Mercedes (DOM), Marcos Benito (BRA), Luis Vázquez (PUR) |
| 2014. szeptember 2. 16:30 | Ingles 4                                | Gólpassz  | Seibutis 3    | Gran Canaria Arena, Las Palmas Nézőszám: 5657 Játékvezetők: Reynaldo Mercedes (DOM), Marcos Benito (BRA), Luis Vázquez (PUR) |

| 2014. szeptember 2. 19:00 | Dél-Korea                                | 72–89     | Szlovénia    | Gran Canaria Arena, Las Palmas Nézőszám: 8190 Játékvezetők: Steven Anderson (USA), Robert Lottermoser (GER), Yevgeniy Mikheyev (KAZ) |
| 2014. szeptember 2. 19:00 | (21–19, 18–21, 17–30, 16–19) Jegyzőkönyv |           |              | Gran Canaria Arena, Las Palmas Nézőszám: 8190 Játékvezetők: Steven Anderson (USA), Robert Lottermoser (GER), Yevgeniy Mikheyev (KAZ) |
| 2014. szeptember 2. 19:00 | Lee Jong-hyun 12                         | Pont      | G. Dragić 22 | Gran Canaria Arena, Las Palmas Nézőszám: 8190 Játékvezetők: Steven Anderson (USA), Robert Lottermoser (GER), Yevgeniy Mikheyev (KAZ) |
| 2014. szeptember 2. 19:00 | Kim Jong-kyu 6                           | Lepattanó | Omić 11      | Gran Canaria Arena, Las Palmas Nézőszám: 8190 Játékvezetők: Steven Anderson (USA), Robert Lottermoser (GER), Yevgeniy Mikheyev (KAZ) |
| 2014. szeptember 2. 19:00 | Moon Tae-jong 3                          | Gólpassz  | G. Dragić 4  | Gran Canaria Arena, Las Palmas Nézőszám: 8190 Játékvezetők: Steven Anderson (USA), Robert Lottermoser (GER), Yevgeniy Mikheyev (KAZ) |

| 2014. szeptember 3. 12:30 | Mexikó                                   | 62–70     | Ausztrália | Gran Canaria Arena, Las Palmas Nézőszám: 5494 Játékvezetők: Sreten Radović (CRO), Robert Lottermoser (GER), Luis Vázquez (PUR) |
| 2014. szeptember 3. 12:30 | (19–22, 13–11, 13–26, 17–11) Jegyzőkönyv |           |            | Gran Canaria Arena, Las Palmas Nézőszám: 5494 Játékvezetők: Sreten Radović (CRO), Robert Lottermoser (GER), Luis Vázquez (PUR) |
| 2014. szeptember 3. 12:30 | Ayón 11                                  | Pont      | Baynes 21  | Gran Canaria Arena, Las Palmas Nézőszám: 5494 Játékvezetők: Sreten Radović (CRO), Robert Lottermoser (GER), Luis Vázquez (PUR) |
| 2014. szeptember 3. 12:30 | Ayón 9                                   | Lepattanó | Andersen 7 | Gran Canaria Arena, Las Palmas Nézőszám: 5494 Játékvezetők: Sreten Radović (CRO), Robert Lottermoser (GER), Luis Vázquez (PUR) |
| 2014. szeptember 3. 12:30 | Méndez 5                                 | Gólpassz  | Ingles 5   | Gran Canaria Arena, Las Palmas Nézőszám: 5494 Játékvezetők: Sreten Radović (CRO), Robert Lottermoser (GER), Luis Vázquez (PUR) |

| 2014. szeptember 3. 16:30 | Szlovénia                                | 93–87     | Angola    | Gran Canaria Arena, Las Palmas Nézőszám: 5558 Játékvezetők: Eddie Viator (FRA), Reynaldo Mercedes (DOM), Kingsley Ojeaburu (NGA) |
| 2014. szeptember 3. 16:30 | (17–17, 27–26, 21–23, 28–21) Jegyzőkönyv |           |           | Gran Canaria Arena, Las Palmas Nézőszám: 5558 Játékvezetők: Eddie Viator (FRA), Reynaldo Mercedes (DOM), Kingsley Ojeaburu (NGA) |
| 2014. szeptember 3. 16:30 | Lorbek 17                                | Pont      | Fortes 21 | Gran Canaria Arena, Las Palmas Nézőszám: 5558 Játékvezetők: Eddie Viator (FRA), Reynaldo Mercedes (DOM), Kingsley Ojeaburu (NGA) |
| 2014. szeptember 3. 16:30 | Z. Dragić 7                              | Lepattanó | Moore 6   | Gran Canaria Arena, Las Palmas Nézőszám: 5558 Játékvezetők: Eddie Viator (FRA), Reynaldo Mercedes (DOM), Kingsley Ojeaburu (NGA) |
| 2014. szeptember 3. 16:30 | Lorbek 4                                 | Gólpassz  | Costa 6   | Gran Canaria Arena, Las Palmas Nézőszám: 5558 Játékvezetők: Eddie Viator (FRA), Reynaldo Mercedes (DOM), Kingsley Ojeaburu (NGA) |

| 2014. szeptember 3. 19:00 | Litvánia                                | 79–49     | Dél-Korea                   | Gran Canaria Arena, Las Palmas Nézőszám: 7850 Játékvezetők: Elias Koromilas (GRE), Steven Anderson (USA), Yevgeniy Mikheyev (KAZ) |
| 2014. szeptember 3. 19:00 | (17–19, 22–10, 18–4, 22–16) Jegyzőkönyv |           |                             | Gran Canaria Arena, Las Palmas Nézőszám: 7850 Játékvezetők: Elias Koromilas (GRE), Steven Anderson (USA), Yevgeniy Mikheyev (KAZ) |
| 2014. szeptember 3. 19:00 | Juškevičius 20                          | Pont      | Moon Tae-jong 15            | Gran Canaria Arena, Las Palmas Nézőszám: 7850 Játékvezetők: Elias Koromilas (GRE), Steven Anderson (USA), Yevgeniy Mikheyev (KAZ) |
| 2014. szeptember 3. 19:00 | Motiejūnas 7                            | Lepattanó | Lee Jong-hyun, Oh Se-keun 4 | Gran Canaria Arena, Las Palmas Nézőszám: 7850 Játékvezetők: Elias Koromilas (GRE), Steven Anderson (USA), Yevgeniy Mikheyev (KAZ) |
| 2014. szeptember 3. 19:00 | Motiejūnas 5                            | Gólpassz  | Kim Tae-sul 4               | Gran Canaria Arena, Las Palmas Nézőszám: 7850 Játékvezetők: Elias Koromilas (GRE), Steven Anderson (USA), Yevgeniy Mikheyev (KAZ) |

| 2014. szeptember 4. 12:30 | Ausztrália                               | 83–91     | Angola     | Gran Canaria Arena, Las Palmas Nézőszám: 5647 Játékvezetők: Sreten Radović (CRO), Yevgeniy Mikheyev (KAZ), Robert Lottermoser (GER) |
| 2014. szeptember 4. 12:30 | (22–17, 20–12, 23–34, 18–28) Jegyzőkönyv |           |            | Gran Canaria Arena, Las Palmas Nézőszám: 5647 Játékvezetők: Sreten Radović (CRO), Yevgeniy Mikheyev (KAZ), Robert Lottermoser (GER) |
| 2014. szeptember 4. 12:30 | Goulding 22                              | Pont      | Moreira 38 | Gran Canaria Arena, Las Palmas Nézőszám: 5647 Játékvezetők: Sreten Radović (CRO), Yevgeniy Mikheyev (KAZ), Robert Lottermoser (GER) |
| 2014. szeptember 4. 12:30 | Goulding 6                               | Lepattanó | Moreira 15 | Gran Canaria Arena, Las Palmas Nézőszám: 5647 Játékvezetők: Sreten Radović (CRO), Yevgeniy Mikheyev (KAZ), Robert Lottermoser (GER) |
| 2014. szeptember 4. 12:30 | Exum 6                                   | Gólpassz  | Costa 6    | Gran Canaria Arena, Las Palmas Nézőszám: 5647 Játékvezetők: Sreten Radović (CRO), Yevgeniy Mikheyev (KAZ), Robert Lottermoser (GER) |

| 2014. szeptember 4. 16:30 | Dél-Korea                                | 71–87     | Mexikó          | Gran Canaria Arena, Las Palmas Nézőszám: 4775 Játékvezetők: Marcos Benito (BRA), Kingsley Ojeaburu (NGA), Luis Vázquez (PUR) |
| 2014. szeptember 4. 16:30 | (11–18, 19–22, 17–21, 24–26) Jegyzőkönyv |           |                 | Gran Canaria Arena, Las Palmas Nézőszám: 4775 Játékvezetők: Marcos Benito (BRA), Kingsley Ojeaburu (NGA), Luis Vázquez (PUR) |
| 2014. szeptember 4. 16:30 | Moon Tae-jong 16                         | Pont      | Hernández 16    | Gran Canaria Arena, Las Palmas Nézőszám: 4775 Játékvezetők: Marcos Benito (BRA), Kingsley Ojeaburu (NGA), Luis Vázquez (PUR) |
| 2014. szeptember 4. 16:30 | Yang Hee-jong 5                          | Lepattanó | Hernández 11    | Gran Canaria Arena, Las Palmas Nézőszám: 4775 Játékvezetők: Marcos Benito (BRA), Kingsley Ojeaburu (NGA), Luis Vázquez (PUR) |
| 2014. szeptember 4. 16:30 | Cho Sung-min, Yang Dong-geun 4           | Gólpassz  | Méndez-Valdez 5 | Gran Canaria Arena, Las Palmas Nézőszám: 4775 Játékvezetők: Marcos Benito (BRA), Kingsley Ojeaburu (NGA), Luis Vázquez (PUR) |

| 2014. szeptember 4. 20:30 | Litvánia                                | 67–64     | Szlovénia   | Gran Canaria Arena, Las Palmas Nézőszám: 9713 Játékvezetők: Steven Anderson (USA), Elias Koromilas (GRE), Eddie Viator (FRA) |
| 2014. szeptember 4. 20:30 | (22–24, 14–20, 19–18, 12–2) Jegyzőkönyv |           |             | Gran Canaria Arena, Las Palmas Nézőszám: 9713 Játékvezetők: Steven Anderson (USA), Elias Koromilas (GRE), Eddie Viator (FRA) |
| 2014. szeptember 4. 20:30 | Valančiūnas 12                          | Pont      | Lorbek 14   | Gran Canaria Arena, Las Palmas Nézőszám: 9713 Játékvezetők: Steven Anderson (USA), Elias Koromilas (GRE), Eddie Viator (FRA) |
| 2014. szeptember 4. 20:30 | Lavrinovič 8                            | Lepattanó | Z. Dragić 6 | Gran Canaria Arena, Las Palmas Nézőszám: 9713 Játékvezetők: Steven Anderson (USA), Elias Koromilas (GRE), Eddie Viator (FRA) |
| 2014. szeptember 4. 20:30 | Juškevičius 3                           | Gólpassz  | G. Dragić 4 | Gran Canaria Arena, Las Palmas Nézőszám: 9713 Játékvezetők: Steven Anderson (USA), Elias Koromilas (GRE), Eddie Viator (FRA) |

## Egyenes kieséses szakasz
|  |                           |                       |                           |                         |                           |                           |                            |               |               |               |                         |                         |                         |  |  |       |       |       |
|  | Nyolcaddöntők             | Nyolcaddöntők         | Nyolcaddöntők             |                         |                           | Negyeddöntők              | Negyeddöntők               | Negyeddöntők  |               |               | Elődöntők               | Elődöntők               | Elődöntők               |  |  | Döntő | Döntő | Döntő |
|  | Nyolcaddöntők             | Nyolcaddöntők         | Nyolcaddöntők             |                         |                           | Negyeddöntők              | Negyeddöntők               | Negyeddöntők  |               |               | Elődöntők               | Elődöntők               | Elődöntők               |  |  | Döntő | Döntő | Döntő |
|  | szeptember 6. – Madrid    |                       |                           |                         |                           |                           |                            |               |               |               |                         |                         |                         |  |  |       |       |       |
|  |                           |                       |                           |                         |                           |                           |                            |               |               |               |                         |                         |                         |  |  |       |       |       |
|  | A1                        | Spanyolország         | 89                        |                         |                           |                           |                            |               |               |               |                         |                         |                         |  |  |       |       |       |
|  | A1                        | Spanyolország         | 89                        | szeptember 10. – Madrid |                           |                           |                            |               |               |               |                         |                         |                         |  |  |       |       |       |
|  | B4                        | Szenegál              | 56                        |                         |                           |                           |                            |               |               |               |                         |                         |                         |  |  |       |       |       |
|  | B4                        | Szenegál              | 56                        |                         |                           | Spanyolország             | Spanyolország              | 52            |               |               |                         |                         |                         |  |  |       |       |       |
|  | szeptember 6. – Madrid    |                       |                           |                         |                           | Spanyolország             | Spanyolország              | 52            |               |               |                         |                         |                         |  |  |       |       |       |
|  |                           |                       | Franciaország             | Franciaország           | 65                        |                           |                            |               |               |               |                         |                         |                         |  |  |       |       |       |
|  | B2                        | Horvátország          | Franciaország             | Franciaország           | 65                        | 64                        |                            |               |               |               |                         |                         |                         |  |  |       |       |       |
|  | B2                        | Horvátország          |                           |                         |                           | 64                        | szeptember 12. – Madrid    |               |               |               |                         |                         |                         |  |  |       |       |       |
|  | C3                        | Franciaország         | 69                        |                         |                           |                           |                            |               |               |               |                         |                         |                         |  |  |       |       |       |
|  | C3                        | Franciaország         | 69                        |                         |                           | Franciaország             | Franciaország              | 85            |               |               |                         |                         |                         |  |  |       |       |       |
|  | szeptember 7. – Madrid    |                       |                           |                         |                           | Franciaország             | Franciaország              | 85            |               |               |                         |                         |                         |  |  |       |       |       |
|  |                           |                       | Szerbia                   | Szerbia                 | 90                        |                           |                            |               |               |               |                         |                         |                         |  |  |       |       |       |
|  | B1                        | Görögország           | Szerbia                   | Szerbia                 | 90                        | 79                        |                            |               |               |               |                         |                         |                         |  |  |       |       |       |
|  | B1                        | Görögország           | szeptember 10. – Madrid   |                         |                           | 79                        |                            |               |               |               |                         |                         |                         |  |  |       |       |       |
|  | A4                        | Szerbia               | 90                        |                         |                           |                           |                            |               |               |               |                         |                         |                         |  |  |       |       |       |
|  | A4                        | Szerbia               | 90                        |                         |                           | Szerbia                   | Szerbia                    | 84            |               |               |                         |                         |                         |  |  |       |       |       |
|  | szeptember 7. – Madrid    |                       |                           |                         |                           | Szerbia                   | Szerbia                    | 84            |               |               |                         |                         |                         |  |  |       |       |       |
|  |                           |                       | Brazília                  | Brazília                | 56                        |                           |                            |               |               |               |                         |                         |                         |  |  |       |       |       |
|  | A2                        | Brazília              | Brazília                  | Brazília                | 56                        | 85                        |                            |               |               |               |                         |                         |                         |  |  |       |       |       |
|  | A2                        | Brazília              |                           |                         |                           | 85                        | szeptember 13. – Madrid    |               |               |               |                         |                         |                         |  |  |       |       |       |
|  | B3                        | Argentína             | 65                        |                         |                           |                           |                            |               |               |               |                         |                         |                         |  |  |       |       |       |
|  | B3                        | Argentína             | 65                        |                         |                           | Szerbia                   | Szerbia                    | 92            |               |               |                         |                         |                         |  |  |       |       |       |
|  | szeptember 6. – Barcelona |                       |                           |                         |                           | Szerbia                   | Szerbia                    | 92            |               |               |                         |                         |                         |  |  |       |       |       |
|  |                           |                       | Egyesült Államok          | Egyesült Államok        | 129                       |                           |                            |               |               |               |                         |                         |                         |  |  |       |       |       |
|  | C1                        | Egyesült Államok      | Egyesült Államok          | Egyesült Államok        | 129                       | 86                        |                            |               |               |               |                         |                         |                         |  |  |       |       |       |
|  | C1                        | Egyesült Államok      | szeptember 9. – Barcelona |                         |                           | 86                        |                            |               |               |               |                         |                         |                         |  |  |       |       |       |
|  | D4                        | Mexikó                | 63                        |                         |                           |                           |                            |               |               |               |                         |                         |                         |  |  |       |       |       |
|  | D4                        | Mexikó                | 63                        |                         |                           | Egyesült Államok          | Egyesült Államok           | 119           |               |               |                         |                         |                         |  |  |       |       |       |
|  | szeptember 6. – Barcelona |                       |                           |                         |                           | Egyesült Államok          | Egyesült Államok           | 119           |               |               |                         |                         |                         |  |  |       |       |       |
|  |                           |                       | Szlovénia                 | Szlovénia               | 76                        |                           |                            |               |               |               |                         |                         |                         |  |  |       |       |       |
|  | D2                        | Szlovénia             | Szlovénia                 | Szlovénia               | 76                        | 71                        |                            |               |               |               |                         |                         |                         |  |  |       |       |       |
|  | D2                        | Szlovénia             |                           |                         |                           | 71                        | szeptember 12. – Barcelona |               |               |               |                         |                         |                         |  |  |       |       |       |
|  | C3                        | Dominikai Köztársaság | 61                        |                         |                           |                           |                            |               |               |               |                         |                         |                         |  |  |       |       |       |
|  | C3                        | Dominikai Köztársaság | 61                        |                         |                           | Egyesült Államok          | Egyesült Államok           | 96            |               |               |                         |                         |                         |  |  |       |       |       |
|  | szeptember 7. – Barcelona |                       |                           |                         |                           | Egyesült Államok          | Egyesült Államok           | 96            |               |               |                         |                         |                         |  |  |       |       |       |
|  |                           |                       | Litvánia                  | Litvánia                | 68                        |                           |                            | Bronzmérkőzés | Bronzmérkőzés | Bronzmérkőzés |                         |                         |                         |  |  |       |       |       |
|  | D1                        | Litvánia              | Litvánia                  | Litvánia                | 68                        | 76                        |                            |               |               | Bronzmérkőzés |                         |                         |                         |  |  |       |       |       |
|  | D1                        | Litvánia              |                           |                         | szeptember 9. – Barcelona | szeptember 9. – Barcelona | szeptember 9. – Barcelona  |               |               |               | szeptember 14. – Madrid | szeptember 14. – Madrid | szeptember 14. – Madrid |  |  |       |       |       |
|  | C4                        | Új-Zéland             | 71                        |                         | szeptember 9. – Barcelona | szeptember 9. – Barcelona | szeptember 9. – Barcelona  |               |               |               | szeptember 14. – Madrid | szeptember 14. – Madrid | szeptember 14. – Madrid |  |  |       |       |       |
|  | C4                        | Új-Zéland             | 71                        |                         |                           | Litvánia                  | Litvánia                   | 73            | Franciaország | Franciaország | 95                      |                         |                         |  |  |       |       |       |
|  | szeptember 7. – Barcelona |                       |                           |                         |                           | Litvánia                  | Litvánia                   | 73            | Franciaország | Franciaország | 95                      |                         |                         |  |  |       |       |       |
|  |                           |                       | Törökország               | Törökország             | 61                        |                           |                            | Litvánia      | Litvánia      | 93            |                         |                         |                         |  |  |       |       |       |
|  | C2                        | Törökország           | Törökország               | Törökország             | 61                        | 65                        |                            | Litvánia      | Litvánia      | 93            |                         |                         |                         |  |  |       |       |       |
|  | C2                        | Törökország           |                           |                         |                           |                           |                            |               |               |               |                         |                         |                         |  |  |       |       |       |
|  | D3                        | Ausztrália            | 64                        |                         |                           |                           |                            |               |               |               |                         |                         |                         |  |  |       |       |       |
|  | D3                        | Ausztrália            | 64                        |                         |                           |                           |                            |               |               |               |                         |                         |                         |  |  |       |       |       |

### Nyolcaddöntők
| 2014. szeptember 6. 16:00 | Egyesült Államok                         | 86–63     | Mexikó      | Palau Sant Jordi, Barcelona Nézőszám: 10,938 Játékvezetők: Eddie Viator (FRA), Carlos Julio (ANG), Oļegs Latiševs (LAT) |
| 2014. szeptember 6. 16:00 | (23–13, 19–14, 24–11, 20–25) Jegyzőkönyv |           |             | Palau Sant Jordi, Barcelona Nézőszám: 10,938 Játékvezetők: Eddie Viator (FRA), Carlos Julio (ANG), Oļegs Latiševs (LAT) |
| 2014. szeptember 6. 16:00 | Curry 20                                 | Pont      | Ayón 25     | Palau Sant Jordi, Barcelona Nézőszám: 10,938 Játékvezetők: Eddie Viator (FRA), Carlos Julio (ANG), Oļegs Latiševs (LAT) |
| 2014. szeptember 6. 16:00 | Faried 8                                 | Lepattanó | Ayón 8      | Palau Sant Jordi, Barcelona Nézőszám: 10,938 Játékvezetők: Eddie Viator (FRA), Carlos Julio (ANG), Oļegs Latiševs (LAT) |
| 2014. szeptember 6. 16:00 | Curry, Rose 4                            | Gólpassz  | Gutiérrez 3 | Palau Sant Jordi, Barcelona Nézőszám: 10,938 Játékvezetők: Eddie Viator (FRA), Carlos Julio (ANG), Oļegs Latiševs (LAT) |

| 2014. szeptember 6. 18:00 | Franciaország                          | 69–64     | Horvátország  | Palacio de Deportes de la Comunidad de Madrid, Madrid Nézőszám: 12 600 Játékvezetők: Anthony Jordan (USA), José Reyes (MEX), Borys Ryzhyk (UKR) |
| 2014. szeptember 6. 18:00 | (7–15, 16–7, 23–12, 23–30) Jegyzőkönyv |           |               | Palacio de Deportes de la Comunidad de Madrid, Madrid Nézőszám: 12 600 Játékvezetők: Anthony Jordan (USA), José Reyes (MEX), Borys Ryzhyk (UKR) |
| 2014. szeptember 6. 18:00 | Batum 14                               | Pont      | Bogdanović 27 | Palacio de Deportes de la Comunidad de Madrid, Madrid Nézőszám: 12 600 Játékvezetők: Anthony Jordan (USA), José Reyes (MEX), Borys Ryzhyk (UKR) |
| 2014. szeptember 6. 18:00 | Gelabale 6                             | Lepattanó | Šarić 7       | Palacio de Deportes de la Comunidad de Madrid, Madrid Nézőszám: 12 600 Játékvezetők: Anthony Jordan (USA), José Reyes (MEX), Borys Ryzhyk (UKR) |
| 2014. szeptember 6. 18:00 | Diaw 5                                 | Gólpassz  | Lafayette 6   | Palacio de Deportes de la Comunidad de Madrid, Madrid Nézőszám: 12 600 Játékvezetők: Anthony Jordan (USA), José Reyes (MEX), Borys Ryzhyk (UKR) |

| 2014. szeptember 6. 20:00 | Dominikai Köztársaság                    | 61–71     | Szlovénia    | Palau Sant Jordi, Barcelona Nézőszám: 10 324 Játékvezetők: Christos Christodoulou (GRE), Alejandro Chiti (ARG), Juan González (ESP) |
| 2014. szeptember 6. 20:00 | (15–15, 13–23, 20–16, 13–17) Jegyzőkönyv |           |              | Palau Sant Jordi, Barcelona Nézőszám: 10 324 Játékvezetők: Christos Christodoulou (GRE), Alejandro Chiti (ARG), Juan González (ESP) |
| 2014. szeptember 6. 20:00 | Feldeine 18                              | Pont      | Z. Dragić 18 | Palau Sant Jordi, Barcelona Nézőszám: 10 324 Játékvezetők: Christos Christodoulou (GRE), Alejandro Chiti (ARG), Juan González (ESP) |
| 2014. szeptember 6. 20:00 | Martínez 11                              | Lepattanó | Slokar 6     | Palau Sant Jordi, Barcelona Nézőszám: 10 324 Játékvezetők: Christos Christodoulou (GRE), Alejandro Chiti (ARG), Juan González (ESP) |
| 2014. szeptember 6. 20:00 | Feldeine 3                               | Gólpassz  | G. Dragić 6  | Palau Sant Jordi, Barcelona Nézőszám: 10 324 Játékvezetők: Christos Christodoulou (GRE), Alejandro Chiti (ARG), Juan González (ESP) |

| 2014. szeptember 6. 22:00 | Spanyolország                            | 89–56     | Szenegál        | Palacio de Deportes de la Comunidad de Madrid, Madrid Nézőszám: 13 400 Játékvezetők: Sreten Radović (CRO), Matej Boltauzer (SLO), Robert Lottermoser (GER) |
| 2014. szeptember 6. 22:00 | (23–17, 18–11, 21–15, 27–13) Jegyzőkönyv |           |                 | Palacio de Deportes de la Comunidad de Madrid, Madrid Nézőszám: 13 400 Játékvezetők: Sreten Radović (CRO), Matej Boltauzer (SLO), Robert Lottermoser (GER) |
| 2014. szeptember 6. 22:00 | P. Gasol 17                              | Pont      | Faye, Badji 12  | Palacio de Deportes de la Comunidad de Madrid, Madrid Nézőszám: 13 400 Játékvezetők: Sreten Radović (CRO), Matej Boltauzer (SLO), Robert Lottermoser (GER) |
| 2014. szeptember 6. 22:00 | M. Gasol, Ibaka 6                        | Lepattanó | három játékos 7 | Palacio de Deportes de la Comunidad de Madrid, Madrid Nézőszám: 13 400 Játékvezetők: Sreten Radović (CRO), Matej Boltauzer (SLO), Robert Lottermoser (GER) |
| 2014. szeptember 6. 22:00 | Rubio 6                                  | Gólpassz  | D'Almeida 4     | Palacio de Deportes de la Comunidad de Madrid, Madrid Nézőszám: 13 400 Játékvezetők: Sreten Radović (CRO), Matej Boltauzer (SLO), Robert Lottermoser (GER) |

| 2014. szeptember 7. 16:00 | Új-Zéland                               | 71–76     | Litvánia       | Palau Sant Jordi, Barcelona Nézőszám: 7783 Játékvezetők: Ilija Belošević (SRB), Alejandro Chiti (ARG), Ferdinand Pascual (PHI) |
| 2014. szeptember 7. 16:00 | (9–23, 17–13, 24–22, 21–18) Jegyzőkönyv |           |                | Palau Sant Jordi, Barcelona Nézőszám: 7783 Játékvezetők: Ilija Belošević (SRB), Alejandro Chiti (ARG), Ferdinand Pascual (PHI) |
| 2014. szeptember 7. 16:00 | Webster 26                              | Pont      | Valančiūnas 22 | Palau Sant Jordi, Barcelona Nézőszám: 7783 Játékvezetők: Ilija Belošević (SRB), Alejandro Chiti (ARG), Ferdinand Pascual (PHI) |
| 2014. szeptember 7. 16:00 | Vukona 10                               | Lepattanó | Valančiūnas 13 | Palau Sant Jordi, Barcelona Nézőszám: 7783 Játékvezetők: Ilija Belošević (SRB), Alejandro Chiti (ARG), Ferdinand Pascual (PHI) |
| 2014. szeptember 7. 16:00 | Penney 3                                | Gólpassz  | Seibutis 5     | Palau Sant Jordi, Barcelona Nézőszám: 7783 Játékvezetők: Ilija Belošević (SRB), Alejandro Chiti (ARG), Ferdinand Pascual (PHI) |

| 2014. szeptember 7. 18:00 | Szerbia                                  | 90–72     | Görögország   | Palacio de Deportes de la Comunidad de Madrid, Madrid Nézőszám: 13 100 Játékvezetők: Michael Aylen (AUS), Robert Lottermoser (GER), Stephen Seibel (CAN) |
| 2014. szeptember 7. 18:00 | (23–20, 23–22, 18–13, 26–17) Jegyzőkönyv |           |               | Palacio de Deportes de la Comunidad de Madrid, Madrid Nézőszám: 13 100 Játékvezetők: Michael Aylen (AUS), Robert Lottermoser (GER), Stephen Seibel (CAN) |
| 2014. szeptember 7. 18:00 | Bogdanović 21                            | Pont      | Calathes 14   | Palacio de Deportes de la Comunidad de Madrid, Madrid Nézőszám: 13 100 Játékvezetők: Michael Aylen (AUS), Robert Lottermoser (GER), Stephen Seibel (CAN) |
| 2014. szeptember 7. 18:00 | Bjelica 10                               | Lepattanó | Kaimakoglou 6 | Palacio de Deportes de la Comunidad de Madrid, Madrid Nézőszám: 13 100 Játékvezetők: Michael Aylen (AUS), Robert Lottermoser (GER), Stephen Seibel (CAN) |
| 2014. szeptember 7. 18:00 | Teodosić 5                               | Gólpassz  | Printezis 5   | Palacio de Deportes de la Comunidad de Madrid, Madrid Nézőszám: 13 100 Játékvezetők: Michael Aylen (AUS), Robert Lottermoser (GER), Stephen Seibel (CAN) |

| 2014. szeptember 7. 20:00 | Törökország                              | 65–64     | Ausztrália    | Palau Sant Jordi, Barcelona Nézőszám: 6339 Játékvezetők: Cristiano Maranho (BRA), Steven Anderson (USA), Oļegs Latiševs (LAT) |
| 2014. szeptember 7. 20:00 | (15–18, 19–17, 12–15, 19–14) Jegyzőkönyv |           |               | Palau Sant Jordi, Barcelona Nézőszám: 6339 Játékvezetők: Cristiano Maranho (BRA), Steven Anderson (USA), Oļegs Latiševs (LAT) |
| 2014. szeptember 7. 20:00 | Güler, Preldžič 16                       | Pont      | Baynes 15     | Palau Sant Jordi, Barcelona Nézőszám: 6339 Játékvezetők: Cristiano Maranho (BRA), Steven Anderson (USA), Oļegs Latiševs (LAT) |
| 2014. szeptember 7. 20:00 | Preldžič 7                               | Lepattanó | Baynes 7      | Palau Sant Jordi, Barcelona Nézőszám: 6339 Játékvezetők: Cristiano Maranho (BRA), Steven Anderson (USA), Oļegs Latiševs (LAT) |
| 2014. szeptember 7. 20:00 | Tunçeri 3                                | Gólpassz  | Dellavedova 5 | Palau Sant Jordi, Barcelona Nézőszám: 6339 Játékvezetők: Cristiano Maranho (BRA), Steven Anderson (USA), Oļegs Latiševs (LAT) |

| 2014. szeptember 7. 22:00 | Brazília                                 | 85–65     | Argentína         | Palacio de Deportes de la Comunidad de Madrid, Madrid Nézőszám: 13 450 Játékvezetők: Luigi Lamonica (ITA), Sreten Radović (CRO), Jorge Vázquez (PUR) |
| 2014. szeptember 7. 22:00 | (13–21, 20–15, 24–13, 28–16) Jegyzőkönyv |           |                   | Palacio de Deportes de la Comunidad de Madrid, Madrid Nézőszám: 13 450 Játékvezetők: Luigi Lamonica (ITA), Sreten Radović (CRO), Jorge Vázquez (PUR) |
| 2014. szeptember 7. 22:00 | Neto 21                                  | Pont      | Prigioni 18       | Palacio de Deportes de la Comunidad de Madrid, Madrid Nézőszám: 13 450 Játékvezetők: Luigi Lamonica (ITA), Sreten Radović (CRO), Jorge Vázquez (PUR) |
| 2014. szeptember 7. 22:00 | Varejão 9                                | Lepattanó | Scola 7           | Palacio de Deportes de la Comunidad de Madrid, Madrid Nézőszám: 13 450 Játékvezetők: Luigi Lamonica (ITA), Sreten Radović (CRO), Jorge Vázquez (PUR) |
| 2014. szeptember 7. 22:00 | Varejão, Nenê 4                          | Gólpassz  | Scola, Prigioni 3 | Palacio de Deportes de la Comunidad de Madrid, Madrid Nézőszám: 13 450 Játékvezetők: Luigi Lamonica (ITA), Sreten Radović (CRO), Jorge Vázquez (PUR) |

### Negyeddöntők
| 2014. szeptember 9. 17:00 | Litvánia                                 | 73–61     | Törökország | Palau Sant Jordi, Barcelona Nézőszám: 9,752 Játékvezetők: Juan González (ESP), Stephen Seibel (CAN), Eddie Viator (FRA) |
| 2014. szeptember 9. 17:00 | (13–18, 20–10, 14–16, 26–17) Jegyzőkönyv |           |             | Palau Sant Jordi, Barcelona Nézőszám: 9,752 Játékvezetők: Juan González (ESP), Stephen Seibel (CAN), Eddie Viator (FRA) |
| 2014. szeptember 9. 17:00 | Seibutis 19                              | Pont      | Gönlüm 13   | Palau Sant Jordi, Barcelona Nézőszám: 9,752 Játékvezetők: Juan González (ESP), Stephen Seibel (CAN), Eddie Viator (FRA) |
| 2014. szeptember 9. 17:00 | Valančiūnas 13                           | Lepattanó | Aşık 10     | Palau Sant Jordi, Barcelona Nézőszám: 9,752 Játékvezetők: Juan González (ESP), Stephen Seibel (CAN), Eddie Viator (FRA) |
| 2014. szeptember 9. 17:00 | Seibutis, Pocius 3                       | Gólpassz  | Preldžić 5  | Palau Sant Jordi, Barcelona Nézőszám: 9,752 Játékvezetők: Juan González (ESP), Stephen Seibel (CAN), Eddie Viator (FRA) |

| 2014. szeptember 9. 21:00 | Szlovénia                                | 76–119    | Egyesült Államok | Palau Sant Jordi, Barcelona Nézőszám: 13 674 Játékvezetők: Cristiano Maranho (BRA), Robert Lottermoser (GER), Ferdinand Pascual (PHI) |
| 2014. szeptember 9. 21:00 | (22–29, 20–20, 22–37, 12–33) Jegyzőkönyv |           |                  | Palau Sant Jordi, Barcelona Nézőszám: 13 674 Játékvezetők: Cristiano Maranho (BRA), Robert Lottermoser (GER), Ferdinand Pascual (PHI) |
| 2014. szeptember 9. 21:00 | G. Dragic 13                             | Pont      | Thompson 20      | Palau Sant Jordi, Barcelona Nézőszám: 13 674 Játékvezetők: Cristiano Maranho (BRA), Robert Lottermoser (GER), Ferdinand Pascual (PHI) |
| 2014. szeptember 9. 21:00 | Balazic, Lorbek 6                        | Lepattanó | Davis 11         | Palau Sant Jordi, Barcelona Nézőszám: 13 674 Játékvezetők: Cristiano Maranho (BRA), Robert Lottermoser (GER), Ferdinand Pascual (PHI) |
| 2014. szeptember 9. 21:00 | G. Dragic 4                              | Gólpassz  | Rose 5           | Palau Sant Jordi, Barcelona Nézőszám: 13 674 Játékvezetők: Cristiano Maranho (BRA), Robert Lottermoser (GER), Ferdinand Pascual (PHI) |

| 2014. szeptember 10. 18:00 | Szerbia                                  | 84–56     | Brazília   | Palacio de Deportes de la Comunidad de Madrid, Madrid Nézőszám: 12 550 Játékvezetők: Steven Anderson (USA), José Reyes (MEX), Borys Ryzhyk (UKR) |
| 2014. szeptember 10. 18:00 | (21–17, 16–15, 29–12, 18–12) Jegyzőkönyv |           |            | Palacio de Deportes de la Comunidad de Madrid, Madrid Nézőszám: 12 550 Játékvezetők: Steven Anderson (USA), José Reyes (MEX), Borys Ryzhyk (UKR) |
| 2014. szeptember 10. 18:00 | Teodosić 23                              | Pont      | Varejão 12 | Palacio de Deportes de la Comunidad de Madrid, Madrid Nézőszám: 12 550 Játékvezetők: Steven Anderson (USA), José Reyes (MEX), Borys Ryzhyk (UKR) |
| 2014. szeptember 10. 18:00 | Bjelica 8                                | Lepattanó | Varejão 9  | Palacio de Deportes de la Comunidad de Madrid, Madrid Nézőszám: 12 550 Játékvezetők: Steven Anderson (USA), José Reyes (MEX), Borys Ryzhyk (UKR) |
| 2014. szeptember 10. 18:00 | Bjelica 5                                | Gólpassz  | Huertas 9  | Palacio de Deportes de la Comunidad de Madrid, Madrid Nézőszám: 12 550 Játékvezetők: Steven Anderson (USA), José Reyes (MEX), Borys Ryzhyk (UKR) |

| 2014. szeptember 10. 21:00 | Franciaország                          | 65–52     | Spanyolország | Palacio de Deportes de la Comunidad de Madrid, Madrid Nézőszám: 13 673 Játékvezetők: Luigi Lamonica (ITA), Michael Aylen (AUS), Oļegs Latiševs (LAT) |
| 2014. szeptember 10. 21:00 | (15–15, 20–13, 7–15, 23–9) Jegyzőkönyv |           |               | Palacio de Deportes de la Comunidad de Madrid, Madrid Nézőszám: 13 673 Játékvezetők: Luigi Lamonica (ITA), Michael Aylen (AUS), Oļegs Latiševs (LAT) |
| 2014. szeptember 10. 21:00 | Diaw 15                                | Pont      | P. Gasol 17   | Palacio de Deportes de la Comunidad de Madrid, Madrid Nézőszám: 13 673 Játékvezetők: Luigi Lamonica (ITA), Michael Aylen (AUS), Oļegs Latiševs (LAT) |
| 2014. szeptember 10. 21:00 | Gobert 13                              | Lepattanó | P. Gasol 8    | Palacio de Deportes de la Comunidad de Madrid, Madrid Nézőszám: 13 673 Játékvezetők: Luigi Lamonica (ITA), Michael Aylen (AUS), Oļegs Latiševs (LAT) |
| 2014. szeptember 10. 21:00 | Heurtel, Diot 4                        | Gólpassz  | Fernández 3   | Palacio de Deportes de la Comunidad de Madrid, Madrid Nézőszám: 13 673 Játékvezetők: Luigi Lamonica (ITA), Michael Aylen (AUS), Oļegs Latiševs (LAT) |

### Elődöntők
| 2014. szeptember 11. 21:00 | Egyesült Államok                         | 96–68     | Litvánia                   | Palau Sant Jordi, Barcelona Nézőszám: 15 070 Játékvezetők: José Reyes (MEX), Matej Boltauzer (SLO), Sreten Radović (CRO) |
| 2014. szeptember 11. 21:00 | (21–16, 22–19, 33–14, 20–19) Jegyzőkönyv |           |                            | Palau Sant Jordi, Barcelona Nézőszám: 15 070 Játékvezetők: José Reyes (MEX), Matej Boltauzer (SLO), Sreten Radović (CRO) |
| 2014. szeptember 11. 21:00 | Irving 18                                | Pont      | Valanciunas, Kuzminskas 15 | Palau Sant Jordi, Barcelona Nézőszám: 15 070 Játékvezetők: José Reyes (MEX), Matej Boltauzer (SLO), Sreten Radović (CRO) |
| 2014. szeptember 11. 21:00 | Gay 7                                    | Lepattanó | Kuzminskas 9               | Palau Sant Jordi, Barcelona Nézőszám: 15 070 Játékvezetők: José Reyes (MEX), Matej Boltauzer (SLO), Sreten Radović (CRO) |
| 2014. szeptember 11. 21:00 | Irving 4                                 | Gólpassz  | Juskevicius, Seibutis 2    | Palau Sant Jordi, Barcelona Nézőszám: 15 070 Játékvezetők: José Reyes (MEX), Matej Boltauzer (SLO), Sreten Radović (CRO) |

| 2014. szeptember 12. 22:00 | Franciaország                            | 85–90     | Szerbia             | Palacio de Deportes de la Comunidad de Madrid, Madrid Nézőszám: 13 470 Játékvezetők: Cristiano Maranho (BRA), Alejandro Chiti (ARG), Christos Christodoulou (GRE) |
| 2014. szeptember 12. 22:00 | (15-21, 17-25, 14-15, 39-29) Jegyzőkönyv |           |                     | Palacio de Deportes de la Comunidad de Madrid, Madrid Nézőszám: 13 470 Játékvezetők: Cristiano Maranho (BRA), Alejandro Chiti (ARG), Christos Christodoulou (GRE) |
| 2014. szeptember 12. 22:00 | Batum 35                                 | Pont      | Teodosić 24         | Palacio de Deportes de la Comunidad de Madrid, Madrid Nézőszám: 13 470 Játékvezetők: Cristiano Maranho (BRA), Alejandro Chiti (ARG), Christos Christodoulou (GRE) |
| 2014. szeptember 12. 22:00 | Diaw 10                                  | Lepattanó | Bjelica 7           | Palacio de Deportes de la Comunidad de Madrid, Madrid Nézőszám: 13 470 Játékvezetők: Cristiano Maranho (BRA), Alejandro Chiti (ARG), Christos Christodoulou (GRE) |
| 2014. szeptember 12. 22:00 | Heurtel 6                                | Gólpassz  | Bjelica, Marković 5 | Palacio de Deportes de la Comunidad de Madrid, Madrid Nézőszám: 13 470 Játékvezetők: Cristiano Maranho (BRA), Alejandro Chiti (ARG), Christos Christodoulou (GRE) |

### Bronzmérkőzés
| 2014. szeptember 14. 18:00 | Litvánia                                 | 93–95     | Franciaország | Palacio de Deportes de la Comunidad de Madrid, Madrid Nézőszám: 11 800 Játékvezetők: Steven Anderson (USA), Ilija Belošević (SRB), Juan González (ESP) |
| 2014. szeptember 14. 18:00 | (19–22, 23–21, 29–21, 22–31) Jegyzőkönyv |           |               | Palacio de Deportes de la Comunidad de Madrid, Madrid Nézőszám: 11 800 Játékvezetők: Steven Anderson (USA), Ilija Belošević (SRB), Juan González (ESP) |
| 2014. szeptember 14. 18:00 | Valančiūnas 25                           | Pont      | Batum 27      | Palacio de Deportes de la Comunidad de Madrid, Madrid Nézőszám: 11 800 Játékvezetők: Steven Anderson (USA), Ilija Belošević (SRB), Juan González (ESP) |
| 2014. szeptember 14. 18:00 | Valančiūnas 9                            | Lepattanó | Lauvergne 9   | Palacio de Deportes de la Comunidad de Madrid, Madrid Nézőszám: 11 800 Játékvezetők: Steven Anderson (USA), Ilija Belošević (SRB), Juan González (ESP) |
| 2014. szeptember 14. 18:00 | Seibutis 4                               | Gólpassz  | Diaw 4        | Palacio de Deportes de la Comunidad de Madrid, Madrid Nézőszám: 11 800 Játékvezetők: Steven Anderson (USA), Ilija Belošević (SRB), Juan González (ESP) |

### Döntő
| 2014. szeptember 14. 21:00 | Egyesült Államok                         | 129–92    | Szerbia             | Palacio de Deportes de la Comunidad de Madrid, Madrid Nézőszám: 13 673 Játékvezetők: Stephen Seibel (CAN), Borys Ryzhyk (UKR), Eddie Viator (FRA) |
| 2014. szeptember 14. 21:00 | (35–21, 32–20, 38–26, 24–25) Jegyzőkönyv |           |                     | Palacio de Deportes de la Comunidad de Madrid, Madrid Nézőszám: 13 673 Játékvezetők: Stephen Seibel (CAN), Borys Ryzhyk (UKR), Eddie Viator (FRA) |
| 2014. szeptember 14. 21:00 | Irving 26                                | Pont      | Bjelica, Kalinić 18 | Palacio de Deportes de la Comunidad de Madrid, Madrid Nézőszám: 13 673 Játékvezetők: Stephen Seibel (CAN), Borys Ryzhyk (UKR), Eddie Viator (FRA) |
| 2014. szeptember 14. 21:00 | Cousins 9                                | Lepattanó | Marković 6          | Palacio de Deportes de la Comunidad de Madrid, Madrid Nézőszám: 13 673 Játékvezetők: Stephen Seibel (CAN), Borys Ryzhyk (UKR), Eddie Viator (FRA) |
| 2014. szeptember 14. 21:00 | Rose 6                                   | Gólpassz  | Teodosić 7          | Palacio de Deportes de la Comunidad de Madrid, Madrid Nézőszám: 13 673 Játékvezetők: Stephen Seibel (CAN), Borys Ryzhyk (UKR), Eddie Viator (FRA) |

| A 2014-es férfi kosárlabda-világbajnokság győztese |
| -------------------------------------------------- |
| · Egyesült Államok · 5. cím                        |

## Végeredmény

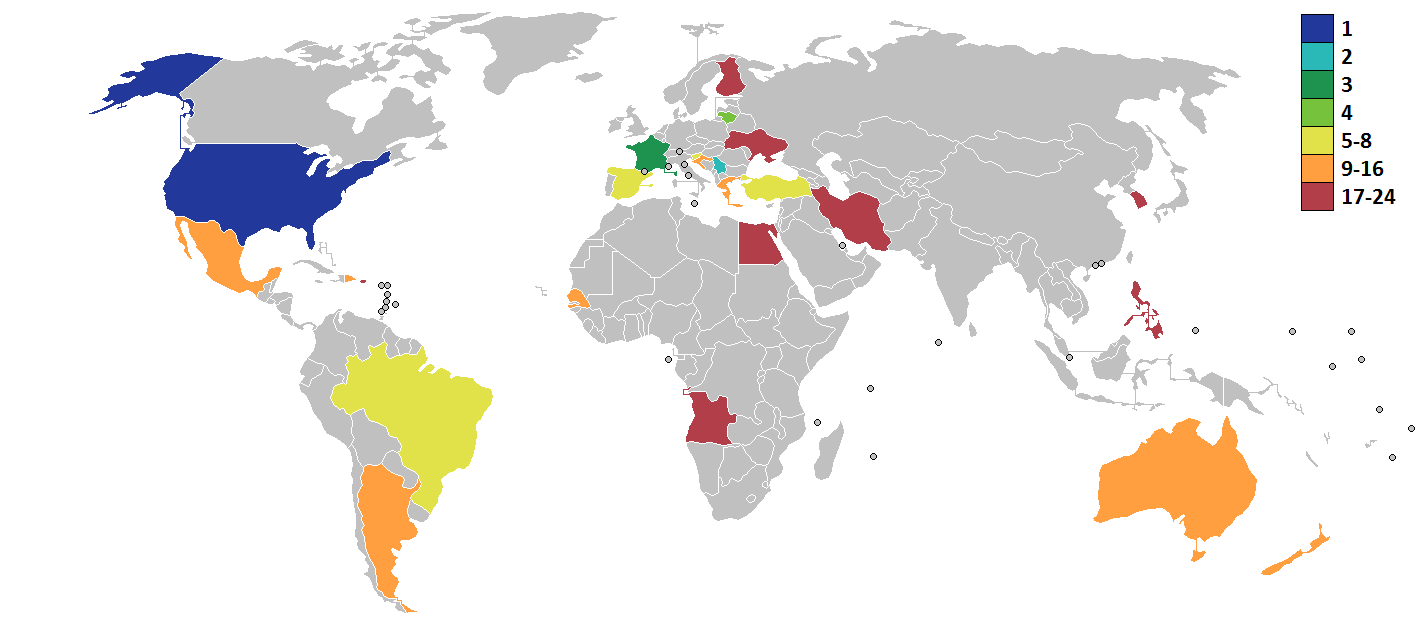
A 2014-es férfi kosárlabda-világbajnokságon részt vevő országok helyezései

A sorrendet a következők szerint határozták meg:
- 17–24. helyezések:
  1. csoportban elért helyezés (5. helyezettek a 17–20.; a 6. helyezettek a 21–24. helyezéseket kapták)
  2. több győzelem a csoportkörben
  3. jobb pontarány a csoportkörben
- 5–16. helyezések:
  1. később kiesett csapat
  2. több győzelem a csoportkörben
  3. csoportban elért helyezés
  4. jobb pontarány a csoportkörben
- 1–4. helyezések:
  1. a helyosztók eredményei alapján

| Helyezés | Csapat                | M | Gy | V | P+  | P–  | Pk   | Csoportkör | Csoportkör | Csoportkör | Csoportkör |
| Helyezés | Csapat                | M | Gy | V | P+  | P–  | Pk   | Csop.      | Hely.      | Gy–V       | Pa         |
| -------- | --------------------- | - | -- | - | --- | --- | ---- | ---------- | ---------- | ---------- | ---------- |
| Arany    | Egyesült Államok      | 9 | 9  | 0 | 941 | 644 | +297 | C          |            |            |            |
| Ezüst    | Szerbia               | 9 | 5  | 4 | 743 | 720 | +23  | A          |            |            |            |
| Bronz    | Franciaország         | 9 | 6  | 3 | 690 | 656 | +34  | A          |            |            |            |
| 4.       | Litvánia              | 9 | 6  | 3 | 693 | 654 | +39  | D          |            |            |            |
|          |                       |   |    |   |     |     |      |            |            |            |            |
| 5.       | Spanyolország         | 7 | 6  | 1 | 581 | 435 | +146 | A          | 1.         | 5–0        | 1,4013     |
| 6.       | Brazília              | 7 | 5  | 2 | 557 | 482 | +75  | A          | 2.         | 4–1        | 1,2492     |
| 7.       | Szlovénia             | 7 | 5  | 2 | 572 | 554 | +18  | D          | 2.         | 4–1        | 1,1364     |
| 8.       | Törökország           | 7 | 4  | 3 | 491 | 509 | –18  | C          | 2.         | 3–2        | 0,9812     |
|          |                       |   |    |   |     |     |      |            |            |            |            |
| 9.       | Görögország           | 6 | 5  | 1 | 486 | 439 | +47  | B          | 1.         | 5–0        | 1,1862     |
| 10.      | Horvátország          | 6 | 3  | 3 | 478 | 467 | +11  | B          | 2.         | 3–2        | 1,0402     |
| 11.      | Argentína             | 6 | 3  | 3 | 485 | 456 | +29  | B          | 3.         | 3–2        | 1,1321     |
| 12.      | Ausztrália            | 6 | 3  | 3 | 468 | 438 | +30  | D          | 3.         | 3–2        | 1,0831     |
| 13.      | Dominikai Köztársaság | 6 | 2  | 4 | 408 | 457 | −49  | C          | 3.         | 2–3        | 0,8990     |
| 14.      | Mexikó                | 6 | 2  | 4 | 433 | 458 | −25  | D          | 4.         | 2–3        | 0,9946     |
| 15.      | Új-Zéland             | 6 | 2  | 4 | 418 | 452 | −34  | C          | 4.         | 2–3        | 0,9229     |
| 16.      | Szenegál              | 6 | 2  | 4 | 404 | 488 | −84  | B          | 4.         | 2–3        | 0,8722     |
|          |                       |   |    |   |     |     |      |            |            |            |            |
| 17.      | Angola                | 5 | 2  | 3 | 375 | 399 | −24  | D          | 5.         | 2–3        | 0,9398     |
| 18.      | Ukrajna               | 5 | 2  | 3 | 344 | 369 | −25  | C          | 5.         | 2–3        | 0,9322     |
| 19.      | Puerto Rico           | 5 | 1  | 4 | 388 | 446 | −58  | B          | 5.         | 1–4        | 0,8700     |
| 20.      | Irán                  | 5 | 1  | 4 | 344 | 406 | −62  | A          | 5.         | 1–4        | 0,8473     |
| 21.      | Fülöp-szigetek        | 5 | 1  | 4 | 383 | 404 | −21  | B          | 6.         | 1–4        | 0,9480     |
| 22.      | Finnország            | 5 | 1  | 4 | 342 | 408 | −66  | C          | 6.         | 1–4        | 0,8382     |
| 23.      | Dél-Korea             | 5 | 0  | 5 | 316 | 424 | −108 | D          | 6.         | 0–5        | 0,7453     |
| 24.      | Egyiptom              | 5 | 0  | 5 | 311 | 486 | −175 | A          | 6.         | 0–5        | 0,6399     |